# Elecciones legislativas de Argentina de 2001
El domingo 14 de octubre del año 2001 se celebraron elecciones legislativas en Argentina. Tuvieron lugar durante el gobierno de Fernando de la Rúa. En dichas elecciones se elegía de forma directa la Cámara de Senadores completa por primera vez desde 1973, por lo que entre los senadores electos se sortearon la duración de sus mandatos en períodos de 2, 4 y 6 años, para proseguir cada dos años con renovaciones parciales de la cámara. Las elecciones, que fueron las primeras senatoriales separadas de las presidenciales, se realizaron en el marco de la aguda crisis económica que azotaba al país durante el gobierno de Fernando de la Rúa y la Alianza para el Trabajo, la Justicia y la Educación.
Bajo este contexto, el opositor Partido Justicialista (PJ) tomó el control de ambas cámaras de la legislatura, con una mayoría absoluta de 42 senadores y una mayoría simple en la Cámara de Diputados con 118 bancas. La "Alianza" quedó primera sólo en 6 distritos. Sin embargo, el descontento hacia la clase política en general se plasmó en el alto nivel de votos en blanco o anulados (23,99%) ("ganando" el voto nulo en Capital Federal) y una relativamente alta abstención (24,53%) para un país donde el voto es obligatorio, generando que solo el 57,37% del padrón electoral emitiera votos positivos (entre votos en blanco, anulados y abstencionistas). De este modo, el PJ (todavía desprestigiado por el predecesor gobierno de Carlos Menem) solo obtuvo la victoria beneficiándose de su papel como principal opositor, evidenciando una severa crisis de representatividad.
Enfrentándose a un Congreso de mayoría opositora y con la crisis económica en aumento, el gobierno de De la Rúa se vio completamente limitado en sus funciones, desencadenando la crisis de diciembre de 2001 que provocó la renuncia de De la Rúa y la caída de la Alianza, retornando el justicialismo al poder.
Paralelamente, el 7 de noviembre de 2001, poco antes de la asunción de los diputados electos, con 17 años, 11 meses y 26 días, la etapa constitucional iniciada el 10 de diciembre de 1983 oficialmente rompió el récord de duración de un período democrático en la historia argentina, récord hasta entonces ocupado por el transcurrido entre el 12 de octubre de 1912, con la juramentación de los primeros diputados nacionales elegidos por voto secreto y el golpe de Estado del 6 de septiembre de 1930. Hasta la actualidad, la presente democracia iniciada en 1983 continúa siendo el período más largo sin interrupciones constitucionales vivido por la Argentina.

## Cargos a elegir
| Provincia              | Cámara de Diputados | Cámara de Diputados | Senado    | Senado    | Senado    |
| Provincia              | Diputados           | A renovar           | Senadores | A renovar | Mandato   |
| ---------------------- | ------------------- | ------------------- | --------- | --------- | --------- |
| Buenos Aires           | 70                  | 35                  | 3         | 3         | 2001-2005 |
| Ciudad de Buenos Aires | 25                  | 13                  | 3         | 3         | 2001-2007 |
| Catamarca              | 5                   | 3                   | 3         | 3         | 2001-2003 |
| Chaco                  | 7                   | 4                   | 3         | 3         | 2001-2007 |
| Chubut                 | 5                   | 2                   | 3         | 3         | 2001-2003 |
| Córdoba                | 18                  | 9                   | 3         | 3         | 2001-2003 |
| Corrientes             | 7                   | 3                   | 3         | 3         | 2001-2003 |
| Entre Ríos             | 9                   | 5                   | 3         | 3         | 2001-2007 |
| Formosa                | 5                   | 2                   | 3         | 3         | 2001-2005 |
| Jujuy                  | 6                   | 3                   | 3         | 3         | 2001-2005 |
| La Pampa               | 5                   | 3                   | 3         | 3         | 2001-2003 |
| La Rioja               | 5                   | 2                   | 3         | 3         | 2001-2005 |
| Mendoza                | 10                  | 5                   | 3         | 3         | 2001-2003 |
| Misiones               | 7                   | 3                   | 3         | 3         | 2001-2005 |
| Neuquén                | 5                   | 3                   | 3         | 3         | 2001-2007 |
| Río Negro              | 5                   | 2                   | 3         | 3         | 2001-2007 |
| Salta                  | 7                   | 3                   | 3         | 3         | 2001-2007 |
| San Juan               | 6                   | 3                   | 3         | 3         | 2001-2005 |
| San Luis               | 5                   | 3                   | 3         | 3         | 2001-2005 |
| Santa Cruz             | 5                   | 3                   | 3         | 3         | 2001-2005 |
| Santa Fe               | 19                  | 9                   | 3         | 3         | 2001-2003 |
| Santiago del Estero    | 7                   | 3                   | 3         | 3         | 2001-2007 |
| Tierra del Fuego       | 5                   | 2                   | 3         | 3         | 2001-2007 |
| Tucumán                | 9                   | 4                   | 3         | 3         | 2001-2003 |
| Total                  | 257                 | 127                 | 72        | 72        |           |

## Antecedentes

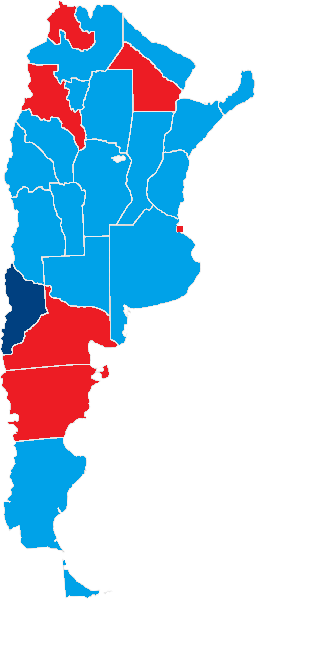
Partido Justicialista
Alianza para el Trabajo, la Justicia y la Educación
Movimiento Popular Neuquino

La Alianza para el Trabajo, la Justicia y la Educación, fundada en 1997 como una coalición entre la Unión Cívica Radical (UCR) y el Frente País Solidario (FREPASO), principales opositores al gobierno de Carlos Menem y el Partido Justicialista, ganó las elecciones de 1999 presentándose como una alternativa progresista a las políticas neoliberales de Menem, bajo la promesa de combatir la corrupción y el injerto, y restaurar la economía, en deterioro desde mediados 1998. De este modo, el radical Fernando de la Rúa fue elegido Presidente de la Nación Argentina, con el frepasista Carlos Álvarez como vicepresidente. Rápidamente el gobierno de la Alianza se enfrentó no solo a la presión opositora (el PJ aún controlaba el Senado y 13 de las 24 gobernaciones, incluyendo la importante provincia de Buenos Aires), sino también a las disputas internas. El 6 de octubre de 2000, no habiendo cumplido un año de haber asumido la vicepresidencia, Álvarez dimitió, justificándose en la supuesta falta de interés de De la Rúa en combatir la corrupción en el gobierno. La renuncia de Álvarez diezmó a la Alianza, y aunque el FREPASO continuó apoyando al gobierno en el plano legislativo, lo hizo con reticencias y cada vez menos presencia institucional, erosionando la frágil mayoría obtenida en la Cámara de Diputados.
Por otro lado, el cambio de gobierno no logró mejorar la situación económica. Al momento de asumir De la Rúa, el desempleo se acercaba al 14 por ciento, luego de haber alcanzado la cifra récord de 18,6% algunos años antes, y la pobreza era del 42% siendo mayor por diez puntos de diferencia a la que había antes que el asuma. El país tenía serios problemas en materia educativa y sanitaria, y la dirigencia política tenía una mala imagen pública. Además, el gobierno peronista dejaba un elevado déficit fiscal, con un rojo de más de mil millones de pesos, una deuda externa del orden de los 150 mil millones anuales con vencimientos de casi 25 mil millones en el año próximo. Debido a esto, De la Rúa tomó severas medidas de ajuste con el propósito de sanear las finanzas. El aumento impositivo decretado sobre las clases medias y altas hacia enero de 2000, fue parte de un paquete que procuró en general mejorar la economía, así como atender deudas pendientes como el Fondo para el Incentivo Docente, pero esto resultó sin embargo insuficiente para resolver el deterioro de las finanzas públicas.

## Resultados generales

### Cámara de Diputados
|  | 21,83 % |

|  | 4,20 % |

|  | 2,40 % |

|  | 1,24 % |

|  | 1,22 % |

|  | 1,19 % |

|  | 1,14 % |

|  | 0,86 % |

|  | 0,81 % |

|  | 0,62 % |

|  | 0,59 % |

|  | 0,53 % |

|  | 0,52 % |

|  | 0,49 % |

|  | 0,38 % |

|  | 0,23 % |

|  | 0,16 % |

|  | 0,08 % |

|  | 38,49 % |

|  | 8,34 % |

|  | 2,62 % |

|  | 2,54 % |

|  | 1,85 % |

|  | 1,82 % |

|  | 1,12 % |

|  | 0,96 % |

|  | 0,93 % |

|  | 0,61 % |

|  | 0,55 % |

|  | 0,54 % |

|  | 0,49 % |

|  | 0,16 % |

|  | 0,11 % |

|  | 0,05 % |

|  | 0,02 % |

|  | 22,71 % |

|  | 4,68 % |

|  | 1,01 % |

|  | 0,79 % |

|  | 0,49 % |

|  | 0,41 % |

|  | 0,34 % |

|  | 0,29 % |

|  | 0,28 % |

|  | 0,17 % |

|  | 0,17 % |

|  | 0,15 % |

|  | 0,09 % |

|  | 0,08 % |

|  | 0,08 % |

|  | 0,05 % |

|  | 0,03 % |

|  | 0,02 % |

|  | 9,10 % |

|  | 3,76 % |

|  | 0,20 % |

|  | 0,08 % |

|  | 0,06 % |

|  | 0,01 % |

|  | 4,12 % |

|  | 2,93 % |

|  | 0,31 % |

|  | 0,20 % |

|  | 0,18 % |

|  | 3,63 % |

|  | 2,37 % |

|  | 0,12 % |

|  | 0,12 % |

|  | 0,07 % |

|  | 2,69 % |

|  | 2,06 % |

|  | 0,02 % |

|  | 2,08 % |

|  | 1,82 % |

|  | 0,14 % |

|  | 0,05 % |

|  | 2,02 % |

|  | 1,18 % |

|  | 0,40 % |

|  | 0,05 % |

|  | 0,04 % |

|  | 0,03 % |

|  | 1,71 % |

|  | 1,13 % |

|  | 1,09 % |

|  | 0,95 % |

|  | 0,89 % |

|  | 0,77 % |

|  | 0,74 % |

|  | 0,73 % |

|  | 0,72 % |

|  | 0,66 % |

|  | 0,57 % |

|  | 0,52 % |

|  | 0,43 % |

|  | 0,37 % |

|  | 0,37 % |

|  | 0,31 % |

|  | 0,30 % |

|  | 0,28 % |

|  | 0,03 % |

|  | 0,32 % |

|  | 0,24 % |

|  | 0,22 % |

|  | 0,22 % |

|  | 0,17 % |

|  | 0,15 % |

|  | 0,15 % |

|  | 0,15 % |

|  | 0,14 % |

|  | 0,14 % |

|  | 0,12 % |

|  | 0,11 % |

|  | 0,10 % |

|  | 0,09 % |

|  | 0,08 % |

|  | 0,08 % |

|  | 0,08 % |

|  | 0,07 % |

|  | 0,05 % |

|  | 0,05 % |

|  | 0,05 % |

|  | 0,04 % |

|  | 0,03 % |

|  | 0,03 % |

|  | 0,02 % |

|  | 0,02 % |

|  | 0,02 % |

|  | 0,00 % |

|  | 76,02 % |

|  | 10,76 % |

|  | 13,23 % |

|  | 75,47 % |

|  | 100 % |

### Senado
|  | 22,18 % |

|  | 4,13 % |

|  | 2,43 % |

|  | 1,56 % |

|  | 1,27 % |

|  | 1,20 % |

|  | 1,17 % |

|  | 1,12 % |

|  | 0,80 % |

|  | 0,57 % |

|  | 0,56 % |

|  | 0,53 % |

|  | 0,49 % |

|  | 0,39 % |

|  | 0,29 % |

|  | 0,17 % |

|  | 0,09 % |

|  | 38,95 % |

|  | 8,31 % |

|  | 3,42 % |

|  | 2,50 % |

|  | 2,00 % |

|  | 1,69 % |

|  | 1,17 % |

|  | 0,94 % |

|  | 0,91 % |

|  | 0,61 % |

|  | 0,57 % |

|  | 0,56 % |

|  | 0,50 % |

|  | 0,12 % |

|  | 0,10 % |

|  | 0,03 % |

|  | 0,02 % |

|  | 23,45 % |

|  | 4,61 % |

|  | 1,01 % |

|  | 0,75 % |

|  | 0,47 % |

|  | 0,37 % |

|  | 0,33 % |

|  | 0,31 % |

|  | 0,28 % |

|  | 0,17 % |

|  | 0,17 % |

|  | 0,14 % |

|  | 0,13 % |

|  | 0,09 % |

|  | 0,09 % |

|  | 0,08 % |

|  | 0,05 % |

|  | 0,02 % |

|  | 9,06 % |

|  | 3,98 % |

|  | 0,20 % |

|  | 0,08 % |

|  | 0,06 % |

|  | 0,01 % |

|  | 4,33 % |

|  | 2,78 % |

|  | 0,31 % |

|  | 0,20 % |

|  | 0,15 % |

|  | 3,44 % |

|  | 2,27 % |

|  | 0,12 % |

|  | 0,12 % |

|  | 0,07 % |

|  | 2,59 % |

|  | 2,19 % |

|  | 0,02 % |

|  | 2,21 % |

|  | 1,92 % |

|  | 0,14 % |

|  | 0,05 % |

|  | 2,11 % |

|  | 1,12 % |

|  | 0,39 % |

|  | 0,04 % |

|  | 0,04 % |

|  | 0,03 % |

|  | 1,63 % |

|  | 1,10 % |

|  | 1,03 % |

|  | 0,88 % |

|  | 0,73 % |

|  | 0,72 % |

|  | 0,68 % |

|  | 0,65 % |

|  | 0,64 % |

|  | 0,60 % |

|  | 0,46 % |

|  | 0,42 % |

|  | 0,37 % |

|  | 0,36 % |

|  | 0,32 % |

|  | 0,30 % |

|  | 0,27 % |

|  | 0,03 % |

|  | 0,31 % |

|  | 0,24 % |

|  | 0,21 % |

|  | 0,20 % |

|  | 0,15 % |

|  | 0,15 % |

|  | 0,14 % |

|  | 0,14 % |

|  | 0,14 % |

|  | 0,14 % |

|  | 0,12 % |

|  | 0,12 % |

|  | 0,11 % |

|  | 0,11 % |

|  | 0,09 % |

|  | 0,08 % |

|  | 0,08 % |

|  | 0,07 % |

|  | 0,07 % |

|  | 0,06 % |

|  | 0,05 % |

|  | 0,04 % |

|  | 0,04 % |

|  | 0,04 % |

|  | 0,02 % |

|  | 0,02 % |

|  | 0,02 % |

|  | 0,02 % |

|  | 0,00 % |

|  | 77,38 % |

|  | 9,22 % |

|  | 13,40 % |

|  | 75,49 % |

|  | 100 % |

## Resultados por provincia

### Cámara de Diputados
|  | 34,36 % |

|  | 15,35 % |

|  | 9,24 % |

|  | 8,32 % |

|  | 5,43 % |

|  | 5,21 % |

|  | 4,90 % |

|  | 3,32 % |

|  | 2,73 % |

|  | 1,76 % |

|  | 1,32 % |

|  | 1,15 % |

|  | 1,03 % |

|  | 0,80 % |

|  | 0,70 % |

|  | 0,58 % |

|  | 0,39 % |

|  | 0,39 % |

|  | 74,14 % |

|  | 11,84 % |

|  | 14,02 % |

|  | 77,07 % |

|  | 100 % |

|  | 19,49 % |

|  | 12,14 % |

|  | 11,68 % |

|  | 10,13 % |

|  | 9,19 % |

|  | 7,07 % |

|  | 5,26 % |

|  | 5,06 % |

|  | 3,97 % |

|  | 3,06 % |

|  | 2,83 % |

|  | 2,09 % |

|  | 1,89 % |

|  | 1,80 % |

|  | 1,80 % |

|  | 1,19 % |

|  | 0,51 % |

|  | 0,48 % |

|  | 0,36 % |

|  | 70,79 % |

|  | 4,73 % |

|  | 24,47 % |

|  | 73,02 % |

|  | 100 % |

|  | 46,92 % |

|  | 35,69 % |

|  | 13,40 % |

|  | 1,85 % |

|  | 1,10 % |

|  | 1,05 % |

|  | 91,46 % |

|  | 5,60 % |

|  | 2,93 % |

|  | 77,72 % |

|  | 100 % |

|  | 48,34 % |

|  | 34,46 % |

|  | 9,40 % |

|  | 1,77 % |

|  | 11,17 % |

|  | 2,82 % |

|  | 1,77 % |

|  | 1,45 % |

|  | 92,71 % |

|  | 3,41 % |

|  | 3,88 % |

|  | 74,46 % |

|  | 100 % |

|  | 39,15 % |

|  | 28,97 % |

|  | 14,86 % |

|  | 5,10 % |

|  | 4,45 % |

|  | 3,62 % |

|  | 1,93 % |

|  | 1,91 % |

|  | 73,88 % |

|  | 7,59 % |

|  | 18,53 % |

|  | 74,90 % |

|  | 100 % |

|  | 27,19 % |

|  | 7,20 % |

|  | 2,72 % |

|  | 2,38 % |

|  | 2,25 % |

|  | 1,27 % |

|  | 1,25 % |

|  | 1,04 % |

|  | 0,54 % |

|  | 0,45 % |

|  | 0,01 % |

|  | 46,30 % |

|  | 25,18 % |

|  | 3,75 % |

|  | 28,93 % |

|  | 4,53 % |

|  | 4,21 % |

|  | 8,74 % |

|  | 8,06 % |

|  | 2,25 % |

|  | 1,39 % |

|  | 1,37 % |

|  | 1,21 % |

|  | 1,16 % |

|  | 0,56 % |

|  | 78,11 % |

|  | 11,73 % |

|  | 10,16 % |

|  | 76,06 % |

|  | 100 % |

|  | 36,74 % |

|  | 7,11 % |

|  | 43,85 % |

|  | 19,41 % |

|  | 12,73 % |

|  | 6,19 % |

|  | 38,52 % |

|  | 5,94 % |

|  | 4,31 % |

|  | 1,08 % |

|  | 11,32 % |

|  | 3,38 % |

|  | 1,98 % |

|  | 1,15 % |

|  | 97,56 % |

|  | 0,19 % |

|  | 2,25 % |

|  | 69,13 % |

|  | 100 % |

|  | 45,92 % |

|  | 27,50 % |

|  | 7,91 % |

|  | 3,31 % |

|  | 3,30 % |

|  | 3,03 % |

|  | 3,01 % |

|  | 2,63 % |

|  | 2,27 % |

|  | 1,11 % |

|  | 78,75 % |

|  | 3,32 % |

|  | 17,94 % |

|  | 78,88 % |

|  | 100 % |

|  | 45,06 % |

|  | 30,86 % |

|  | 10,45 % |

|  | 5,10 % |

|  | 1,55 % |

|  | 1,42 % |

|  | 1,40 % |

|  | 1,40 % |

|  | 1,40 % |

|  | 1,30 % |

|  | 0,05 % |

|  | 91,40 % |

|  | 2,96 % |

|  | 5,64 % |

|  | 70,61 % |

|  | 100 % |

|  | 38,72 % |

|  | 36,91 % |

|  | 7,31 % |

|  | 6,62 % |

|  | 3,61 % |

|  | 2,88 % |

|  | 2,58 % |

|  | 1,37 % |

|  | 75,91 % |

|  | 12,27 % |

|  | 11,82 % |

|  | 73,55 % |

|  | 100 % |

|  | 49,96 % |

|  | 21,25 % |

|  | 16,43 % |

|  | 4,80 % |

|  | 3,26 % |

|  | 2,31 % |

|  | 1,98 % |

|  | 83,29 % |

|  | 5,00 % |

|  | 11,71 % |

|  | 80,13 % |

|  | 100 % |

|  | 57,09 % |

|  | 26,90 % |

|  | 12,68 % |

|  | 3,33 % |

|  | 82,14 % |

|  | 13,36 % |

|  | 4,20 % |

|  | 79,73 % |

|  | 100 % |

|  | 28,80 % |

|  | 20,47 % |

|  | 19,47 % |

|  | 11,37 % |

|  | 7,20 % |

|  | 3,77 % |

|  | 2,72 % |

|  | 2,70 % |

|  | 2,26 % |

|  | 1,25 % |

|  | 79,85 % |

|  | 8,21 % |

|  | 11,95 % |

|  | 77,16 % |

|  | 100 % |

|  | 44,17 % |

|  | 40,49 % |

|  | 6,25 % |

|  | 5,50 % |

|  | 1,77 % |

|  | 0,98 % |

|  | 0,84 % |

|  | 87,58 % |

|  | 6,38 % |

|  | 6,04 % |

|  | 73,43 % |

|  | 100 % |

|  | 34,62 % |

|  | 20,79 % |

|  | 15,47 % |

|  | 6,96 % |

|  | 6,05 % |

|  | 5,87 % |

|  | 3,54 % |

|  | 3,27 % |

|  | 1,80 % |

|  | 1,64 % |

|  | 75,30 % |

|  | 8,91 % |

|  | 15,79 % |

|  | 77,68 % |

|  | 100 % |

|  | 35,82 % |

|  | 26,50 % |

|  | 7,72 % |

|  | 6,55 % |

|  | 6,38 % |

|  | 5,99 % |

|  | 4,12 % |

|  | 3,72 % |

|  | 3,20 % |

|  | 71,43 % |

|  | 4,08 % |

|  | 24,49 % |

|  | 74,51 % |

|  | 100 % |

|  | 53,48 % |

|  | 25,05 % |

|  | 9,74 % |

|  | 5,15 % |

|  | 2,59 % |

|  | 1,70 % |

|  | 1,47 % |

|  | 0,81 % |

|  | 82,29 % |

|  | 10,97 % |

|  | 6,73 % |

|  | 70,57 % |

|  | 100 % |

|  | 38,74 % |

|  | 33,96 % |

|  | 7,49 % |

|  | 4,21 % |

|  | 4,09 % |

|  | 3,65 % |

|  | 3,16 % |

|  | 2,01 % |

|  | 1,40 % |

|  | 1,30 % |

|  | 75,48 % |

|  | 7,52 % |

|  | 17,01 % |

|  | 75,87 % |

|  | 100 % |

|  | 67,57 % |

|  | 14,55 % |

|  | 9,16 % |

|  | 7,03 % |

|  | 0,96 % |

|  | 0,73 % |

|  | 96,15 % |

|  | 2,25 % |

|  | 1,60 % |

|  | 74,57 % |

|  | 100 % |

|  | 56,40 % |

|  | 27,74 % |

|  | 8,13 % |

|  | 5,46 % |

|  | 2,27 % |

|  | 89,35 % |

|  | 3,70 % |

|  | 6,94 % |

|  | 77,51 % |

|  | 100 % |

|  | 34,63 % |

|  | 26,62 % |

|  | 12,09 % |

|  | 11,07 % |

|  | 2,59 % |

|  | 0,81 % |

|  | 0,67 % |

|  | 4,08 % |

|  | 3,68 % |

|  | 2,10 % |

|  | 2,01 % |

|  | 1,87 % |

|  | 1,41 % |

|  | 0,44 % |

|  | 58,18 % |

|  | 30,38 % |

|  | 11,44 % |

|  | 77,52 % |

|  | 100 % |

|  | 54,14 % |

|  | 27,73 % |

|  | 7,37 % |

|  | 4,13 % |

|  | 3,45 % |

|  | 2,06 % |

|  | 1,13 % |

|  | 92,70 % |

|  | 3,89 % |

|  | 3,42 % |

|  | 66,85 % |

|  | 100 % |

|  | 24,39 % |

|  | 7,10 % |

|  | 31,49 % |

|  | 14,47 % |

|  | 13,44 % |

|  | 12,79 % |

|  | 11,87 % |

|  | 4,19 % |

|  | 4,10 % |

|  | 3,90 % |

|  | 1,99 % |

|  | 1,76 % |

|  | 71,73 % |

|  | 8,02 % |

|  | 20,25 % |

|  | 72,01 % |

|  | 100 % |

|  | 35,96 % |

|  | 20,95 % |

|  | 15,27 % |

|  | 13,72 % |

|  | 4,86 % |

|  | 2,39 % |

|  | 2,33 % |

|  | 2,28 % |

|  | 1,33 % |

|  | 0,90 % |

|  | 84,32 % |

|  | 3,74 % |

|  | 11,95 % |

|  | 68,99 % |

|  | 100 % |

1. ↑  Renunció el 1 de marzo de 2002, lo reemplaza Ricardo Rapetti el 13 de marzo de 2002.
2. ↑  Renunció el 2 de mayo de 2002, la reemplaza Carlos Alberto Martínez el 9 de mayo de 2002.
3. ↑  Falleció el 7 de octubre de 2003, lo reemplaza Lilia Estrella Marina Cassese el 3 de diciembre de 2003. Lilia Estrella Marina Cassese renunció el 2 de marzo de 2004, la reemplaza José Antonio Romero el 23 de marzo de 2004.
4. ↑  Falleció el 16 de enero de 2004, lo reemplaza Juan Carlos López el 2 de marzo de 2004.
5. ↑  Renunció el 25 de junio de 2005, la reemplaza Agustín Zbar el 7 de julio de 2005.
6. ↑  Falleció el 10 de abril de 2003, lo reemplaza María Elena Barbagelata (PSP) el 8 de mayo de 2003.
7. ↑  Renunció el 18 de septiembre de 2002, lo reemplaza Inés Pérez Suárez el 10 de octubre de 2002.
8. ↑  Nunca asumió, lo reemplaza José Alberto Rosselli el 10 de diciembre de 2001.
9. ↑  Renunció el 11 de julio de 2003, lo reemplaza Mauricio Bossa el 16 de julio de 2003.
10. ↑  Renunció el 9 de diciembre de 2003, lo reemplaza Delma Noemí Bertolyotti el 17 de diciembre de 2003.
11. ↑  Renunció el 17 de diciembre de 2003, lo reemplaza Gladys Antonia Cáceres el 17 de diciembre de 2003.
12. ↑  Renunció el 17 de diciembre de 2003, lo reemplaza Susana Beatriz Llambi el 17 de diciembre de 2003.
13. ↑  Renunció el 10 de diciembre de 2003, la reemplaza Claudio Poggi el 17 de diciembre de 2003.
14. ↑  Renunció el 28 de mayo de 2003, lo reemplaza Daniel Varizat el 4 de junio de 2003.
15. ↑  Renunció el 9 de diciembre de 2003, lo reemplaza Nelson de Lajonquiere el 17 de diciembre de 2003.
16. ↑  Renunció el 9 de diciembre de 2003, lo reemplaza Francisco Alberto Torres el 17 de diciembre de 2003.

### Senado
- Buenos Aires
- Capital Federal
- Catamarca
- Chaco
- Chubut
- Córdoba
- Corrientes
- Entre Ríos
- Formosa
- Jujuy
- La Pampa
- La Rioja
- Mendoza
- Misiones
- Neuquén
- Río Negro
- Salta
- San Juan
- San Luis
- Santa Cruz
- Santa Fe
- Santiago del Estero
- Tierra del Fuego
- Tucumán

|  | 37,59 % |

|  | 15,05 % |

|  | 8,98 % |

|  | 8,94 % |

|  | 5,67 % |

|  | 5,07 % |

|  | 4,88 % |

|  | 3,13 % |

|  | 2,52 % |

|  | 1,70 % |

|  | 1,25 % |

|  | 1,10 % |

|  | 1,03 % |

|  | 0,79 % |

|  | 0,66 % |

|  | 0,56 % |

|  | 0,38 % |

|  | 0,38 % |

|  | 0,31 % |

|  | 77,01 % |

|  | 8,74 % |

|  | 14,25 % |

|  | 77,07 % |

|  | 100 % |

|  | 21,53 % |

|  | 16,79 % |

|  | 12,98 % |

|  | 11,12 % |

|  | 6,85 % |

|  | 6,45 % |

|  | 4,82 % |

|  | 4,00 % |

|  | 3,85 % |

|  | 2,08 % |

|  | 1,78 % |

|  | 1,77 % |

|  | 1,76 % |

|  | 1,70 % |

|  | 1,22 % |

|  | 0,48 % |

|  | 0,46 % |

|  | 0,36 % |

|  | 71,59 % |

|  | 3,96 % |

|  | 24,45 % |

|  | 73,02 % |

|  | 100 % |

|  | 47,74 % |

|  | 35,36 % |

|  | 13,28 % |

|  | 1,68 % |

|  | 1,03 % |

|  | 0,91 % |

|  | 92,83 % |

|  | 4,17 % |

|  | 2,99 % |

|  | 77,72 % |

|  | 100 % |

|  | 48,47 % |

|  | 34,62 % |

|  | 9,21 % |

|  | 1,72 % |

|  | 10,93 % |

|  | 2,79 % |

|  | 1,74 % |

|  | 1,45 % |

|  | 92,96 % |

|  | 2,85 % |

|  | 4,19 % |

|  | 74,46 % |

|  | 100 % |

|  | 41,44 % |

|  | 29,74 % |

|  | 14,80 % |

|  | 4,19 % |

|  | 3,18 % |

|  | 2,98 % |

|  | 1,85 % |

|  | 1,83 % |

|  | 75,86 % |

|  | 5,43 % |

|  | 18,72 % |

|  | 74,90 % |

|  | 100 % |

|  | 26,93 % |

|  | 7,15 % |

|  | 2,72 % |

|  | 2,37 % |

|  | 2,23 % |

|  | 1,27 % |

|  | 1,25 % |

|  | 1,01 % |

|  | 0,53 % |

|  | 0,45 % |

|  | 0,01 % |

|  | 45,92 % |

|  | 26,16 % |

|  | 7,89 % |

|  | 3,92 % |

|  | 37,97 % |

|  | 4,29 % |

|  | 4,04 % |

|  | 8,33 % |

|  | 2,20 % |

|  | 1,36 % |

|  | 1,35 % |

|  | 1,18 % |

|  | 1,14 % |

|  | 0,55 % |

|  | 79,03 % |

|  | 10,80 % |

|  | 10,17 % |

|  | 76,06 % |

|  | 100 % |

|  | 36,81 % |

|  | 7,12 % |

|  | 43,93 % |

|  | 19,34 % |

|  | 12,67 % |

|  | 6,12 % |

|  | 38,13 % |

|  | 5,99 % |

|  | 4,52 % |

|  | 1,10 % |

|  | 11,61 % |

|  | 3,39 % |

|  | 1,78 % |

|  | 1,16 % |

|  | 97,14 % |

|  | 0,20 % |

|  | 2,66 % |

|  | 69,13 % |

|  | 100 % |

|  | 47,31 % |

|  | 27,88 % |

|  | 8,16 % |

|  | 3,43 % |

|  | 3,36 % |

|  | 3,08 % |

|  | 3,06 % |

|  | 2,58 % |

|  | 1,13 % |

|  | 77,64 % |

|  | 4,45 % |

|  | 17,91 % |

|  | 78,88 % |

|  | 100 % |

|  | 43,11 % |

|  | 32,24 % |

|  | 10,80 % |

|  | 5,36 % |

|  | 1,69 % |

|  | 1,55 % |

|  | 1,33 % |

|  | 1,32 % |

|  | 1,32 % |

|  | 1,23 % |

|  | 0,05 % |

|  | 92,20 % |

|  | 2,15 % |

|  | 5,65 % |

|  | 70,61 % |

|  | 100 % |

|  | 40,80 % |

|  | 35,18 % |

|  | 7,78 % |

|  | 6,13 % |

|  | 3,49 % |

|  | 2,84 % |

|  | 2,51 % |

|  | 1,26 % |

|  | 77,15 % |

|  | 10,93 % |

|  | 11,91 % |

|  | 73,55 % |

|  | 100 % |

|  | 50,34 % |

|  | 20,28 % |

|  | 17,09 % |

|  | 5,06 % |

|  | 3,15 % |

|  | 2,23 % |

|  | 1,85 % |

|  | 84,20 % |

|  | 3,51 % |

|  | 12,29 % |

|  | 80,13 % |

|  | 100 % |

|  | 54,91 % |

|  | 33,32 % |

|  | 11,77 % |

|  | 86,76 % |

|  | 9,02 % |

|  | 4,22 % |

|  | 79,73 % |

|  | 100 % |

|  | 27,98 % |

|  | 20,04 % |

|  | 19,36 % |

|  | 13,28 % |

|  | 6,88 % |

|  | 3,75 % |

|  | 2,67 % |

|  | 2,65 % |

|  | 2,20 % |

|  | 1,20 % |

|  | 80,67 % |

|  | 6,88 % |

|  | 12,44 % |

|  | 77,16 % |

|  | 100 % |

|  | 43,84 % |

|  | 40,64 % |

|  | 6,29 % |

|  | 5,71 % |

|  | 1,72 % |

|  | 0,97 % |

|  | 0,83 % |

|  | 87,91 % |

|  | 5,99 % |

|  | 6,10 % |

|  | 73,43 % |

|  | 100 % |

|  | 35,59 % |

|  | 23,09 % |

|  | 16,63 % |

|  | 7,96 % |

|  | 6,08 % |

|  | 3,64 % |

|  | 3,39 % |

|  | 1,90 % |

|  | 1,77 % |

|  | 74,15 % |

|  | 10,39 % |

|  | 15,46 % |

|  | 77,68 % |

|  | 100 % |

|  | 35,72 % |

|  | 26,79 % |

|  | 7,70 % |

|  | 6,47 % |

|  | 6,34 % |

|  | 6,00 % |

|  | 4,08 % |

|  | 3,69 % |

|  | 3,22 % |

|  | 71,63 % |

|  | 3,84 % |

|  | 24,53 % |

|  | 74,51 % |

|  | 100 % |

|  | 53,96 % |

|  | 24,72 % |

|  | 9,71 % |

|  | 5,13 % |

|  | 2,56 % |

|  | 1,71 % |

|  | 1,45 % |

|  | 0,76 % |

|  | 82,91 % |

|  | 10,22 % |

|  | 6,86 % |

|  | 70,57 % |

|  | 100 % |

|  | 35,90 % |

|  | 35,34 % |

|  | 7,86 % |

|  | 5,04 % |

|  | 4,47 % |

|  | 4,00 % |

|  | 2,98 % |

|  | 1,95 % |

|  | 1,27 % |

|  | 1,19 % |

|  | 76,01 % |

|  | 5,13 % |

|  | 18,86 % |

|  | 75,87 % |

|  | 100 % |

|  | 67,68 % |

|  | 14,64 % |

|  | 9,44 % |

|  | 7,48 % |

|  | 0,75 % |

|  | 96,06 % |

|  | 2,23 % |

|  | 1,71 % |

|  | 74,57 % |

|  | 100 % |

|  | 61,91 % |

|  | 20,56 % |

|  | 10,04 % |

|  | 5,31 % |

|  | 2,18 % |

|  | 90,30 % |

|  | 2,75 % |

|  | 6,96 % |

|  | 77,51 % |

|  | 100 % |

|  | 35,97 % |

|  | 25,02 % |

|  | 12,57 % |

|  | 10,62 % |

|  | 2,57 % |

|  | 0,82 % |

|  | 0,68 % |

|  | 3,81 % |

|  | 2,06 % |

|  | 2,04 % |

|  | 1,91 % |

|  | 1,52 % |

|  | 0,43 % |

|  | 57,66 % |

|  | 30,78 % |

|  | 11,55 % |

|  | 77,52 % |

|  | 100 % |

|  | 53,94 % |

|  | 27,89 % |

|  | 7,58 % |

|  | 4,11 % |

|  | 3,30 % |

|  | 2,08 % |

|  | 1,09 % |

|  | 93,84 % |

|  | 2,68 % |

|  | 3,48 % |

|  | 66,85 % |

|  | 100 % |

|  | 26,45 % |

|  | 8,30 % |

|  | 34,75 % |

|  | 20,51 % |

|  | 17,70 % |

|  | 7,71 % |

|  | 7,45 % |

|  | 4,45 % |

|  | 3,68 % |

|  | 2,00 % |

|  | 1,74 % |

|  | 73,98 % |

|  | 6,13 % |

|  | 19,89 % |

|  | 72,01 % |

|  | 100 % |

|  | 37,38 % |

|  | 20,06 % |

|  | 15,57 % |

|  | 13,91 % |

|  | 3,97 % |

|  | 2,43 % |

|  | 2,31 % |

|  | 2,27 % |

|  | 1,30 % |

|  | 0,81 % |

|  | 84,61 % |

|  | 3,34 % |

|  | 12,05 % |

|  | 68,99 % |

|  | 100 % |

1. ↑  Renunció el 4 de enero de 2002, lo reemplaza Antonio Cafiero el 4 de enero de 2002.
2. ↑  Renunció el 3 de julio de 2002, lo reemplaza Diana Conti el 3 de julio de 2002.
3. ↑  Renunció el 4 de diciembre de 2003, lo reemplaza Alicia Ester Mastandrea el 4 de diciembre de 2003.
4. ↑  Renunció el 27 de diciembre de 2002, lo reemplaza Jorge Luciano Montoya el 27 de febrero de 2003.
5. ↑  Renunció el 6 de agosto de 2003, la reemplaza Norma Nélida Bermejo el 20 de agosto de 2003.
6. ↑  Renunció el 12 de diciembre de 2001, lo reemplaza Raúl Romero Feris, aunque el Senado no le deja asumir, no fue reemplazada.
7. ↑  Renunció el 4 de diciembre de 2003, lo reemplaza Laura Martínez Pass de Cresto el 4 de diciembre de 2003.
8. ↑  Falleció el 28 de julio de 2007, lo reemplaza Jacobo Abrameto el 08 de agosto de 2007.
9. ↑  Renunció el 4 de diciembre de 2003, lo reemplaza Luis Eduardo Martinazzo el 4 de diciembre de 2003.
10. ↑  Renunció el 21 de febrero de 2002, lo reemplaza Mario Rubén Mera el 5 de marzo de 2002.
11. ↑  Renunció el 10 de enero de 2004, lo reemplaza Liliana Capos el 10 de enero de 2004.

## Boletas en Capital Federal

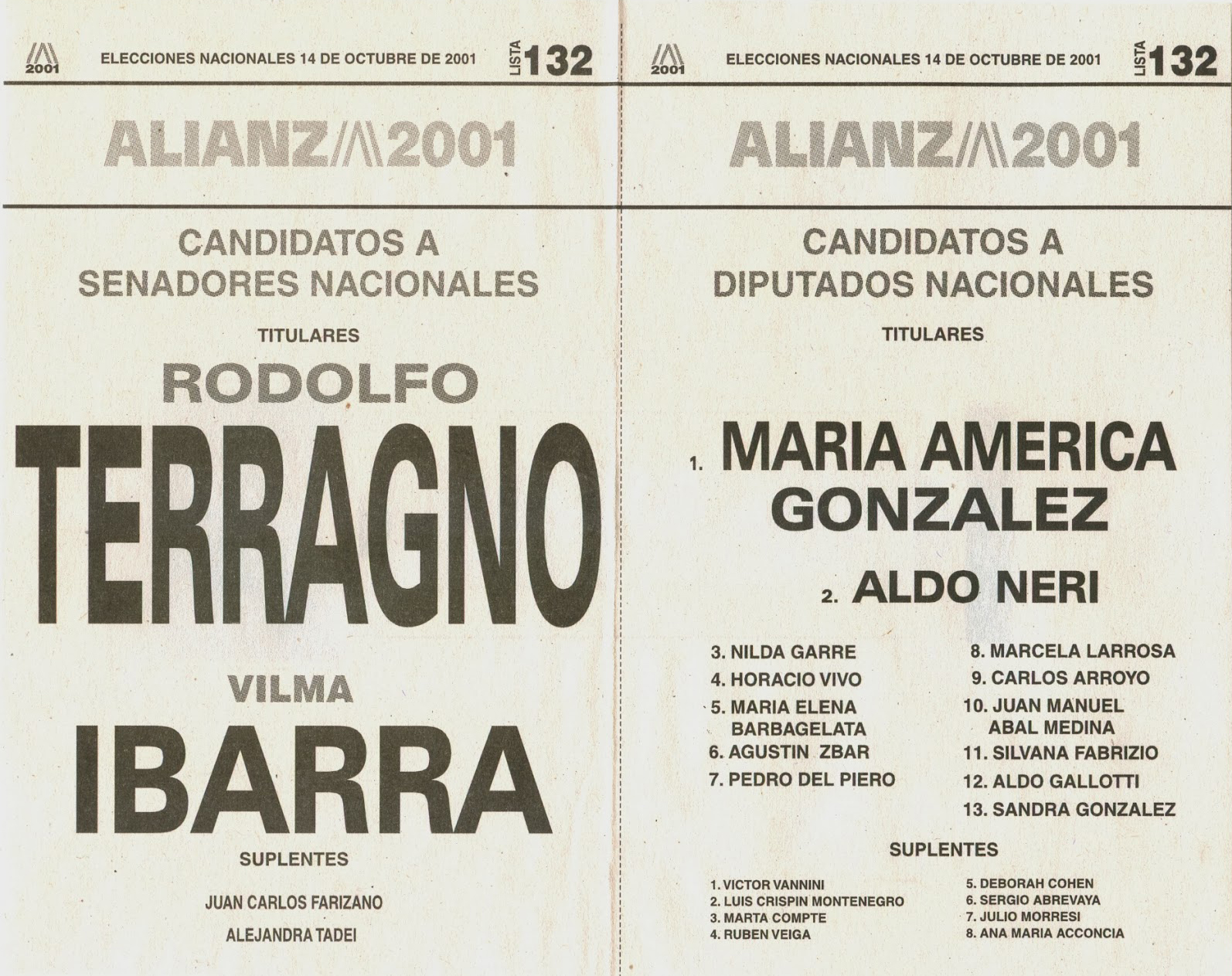
Alianza 2001
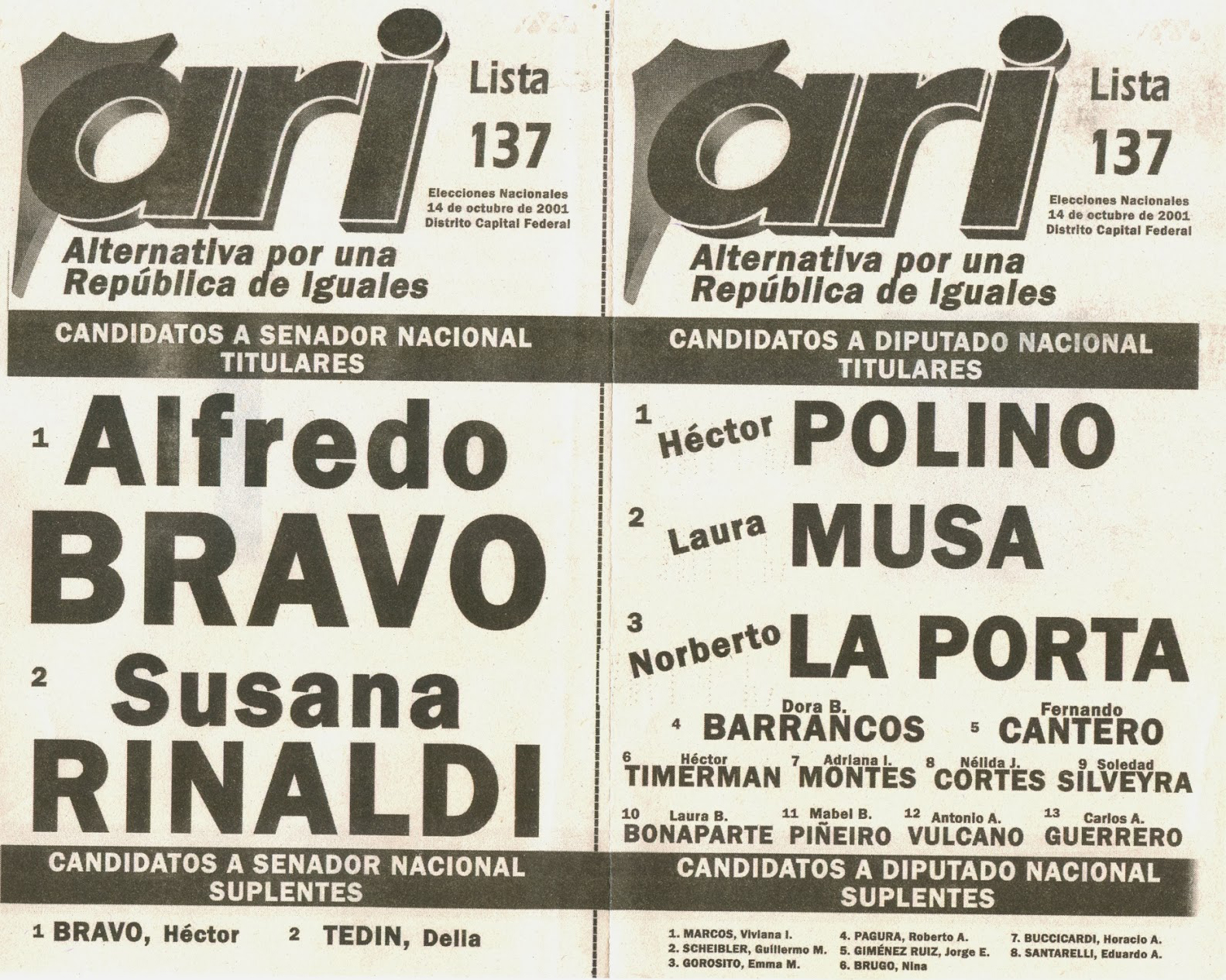
Alternativa para una República de Iguales
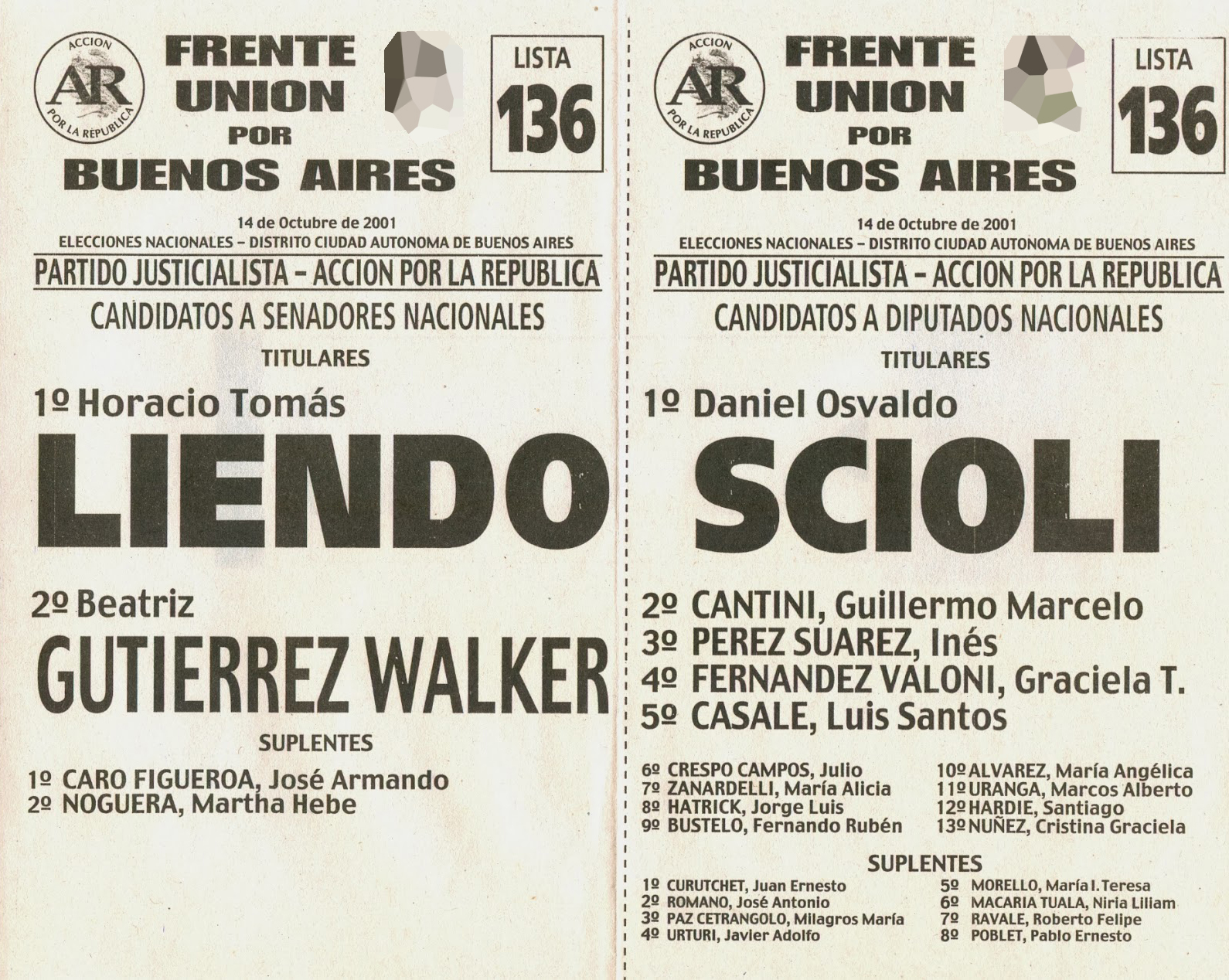
Frente Unión por Buenos Aires
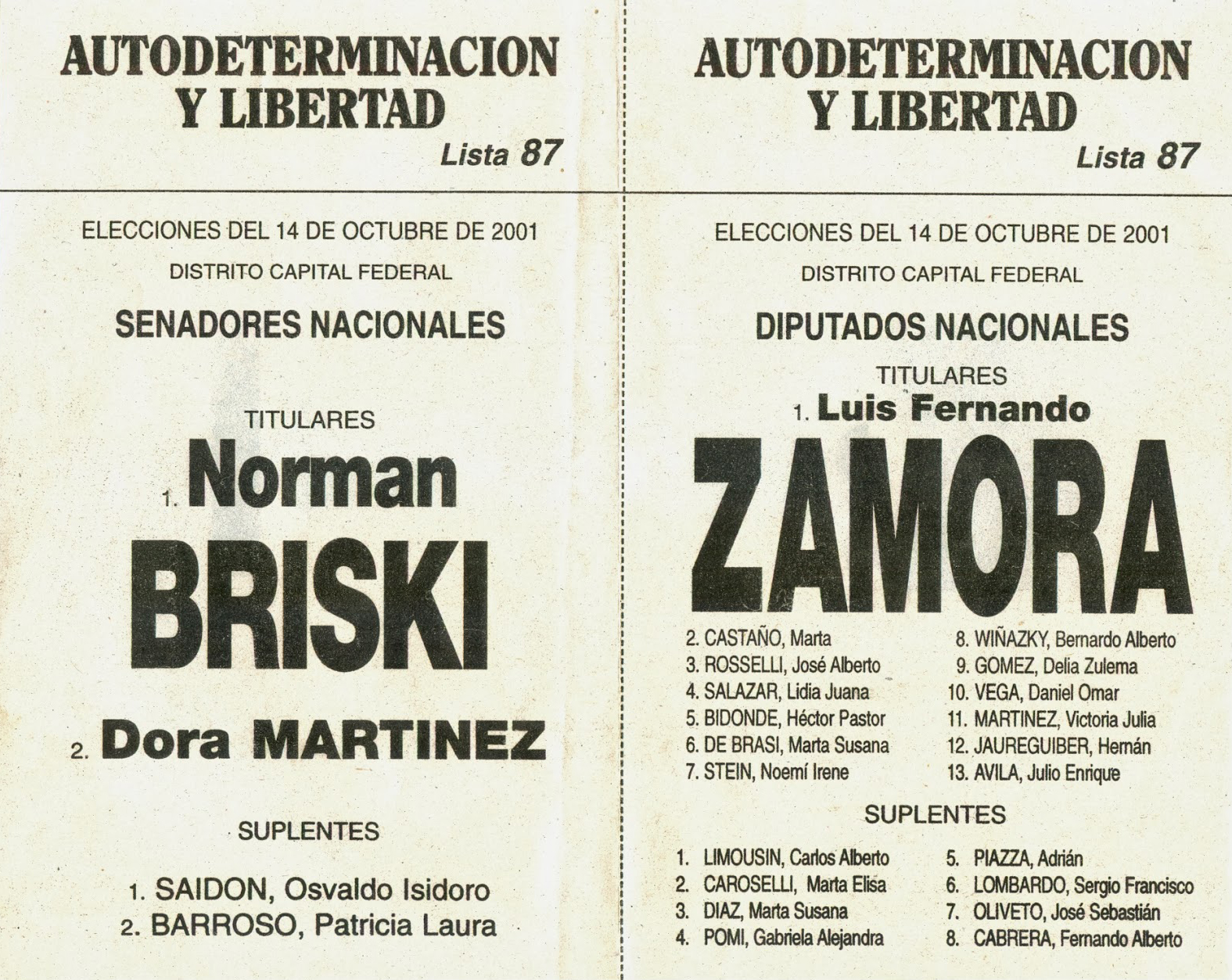
Autodeterminación y Libertad
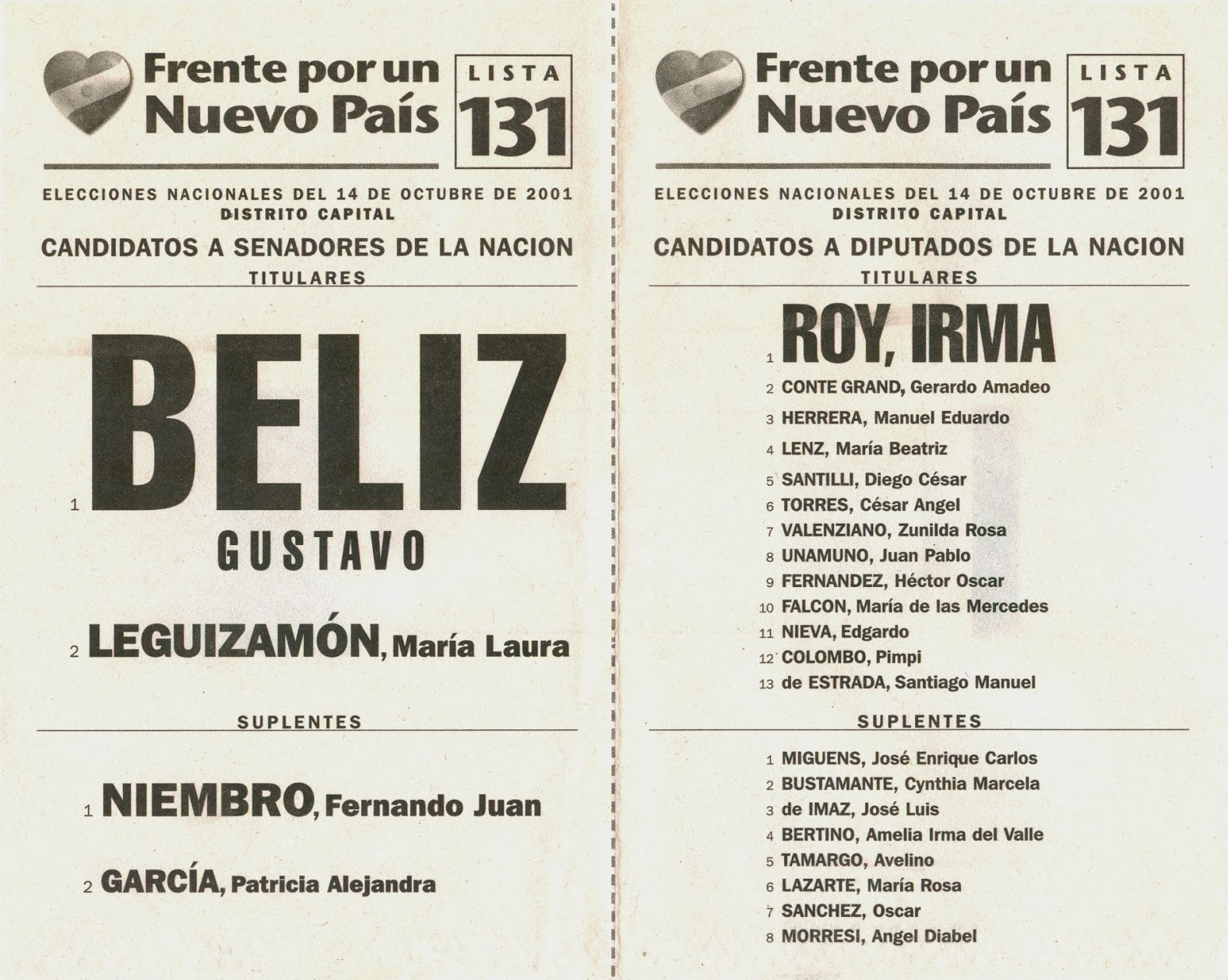
Frente por un Nuevo País
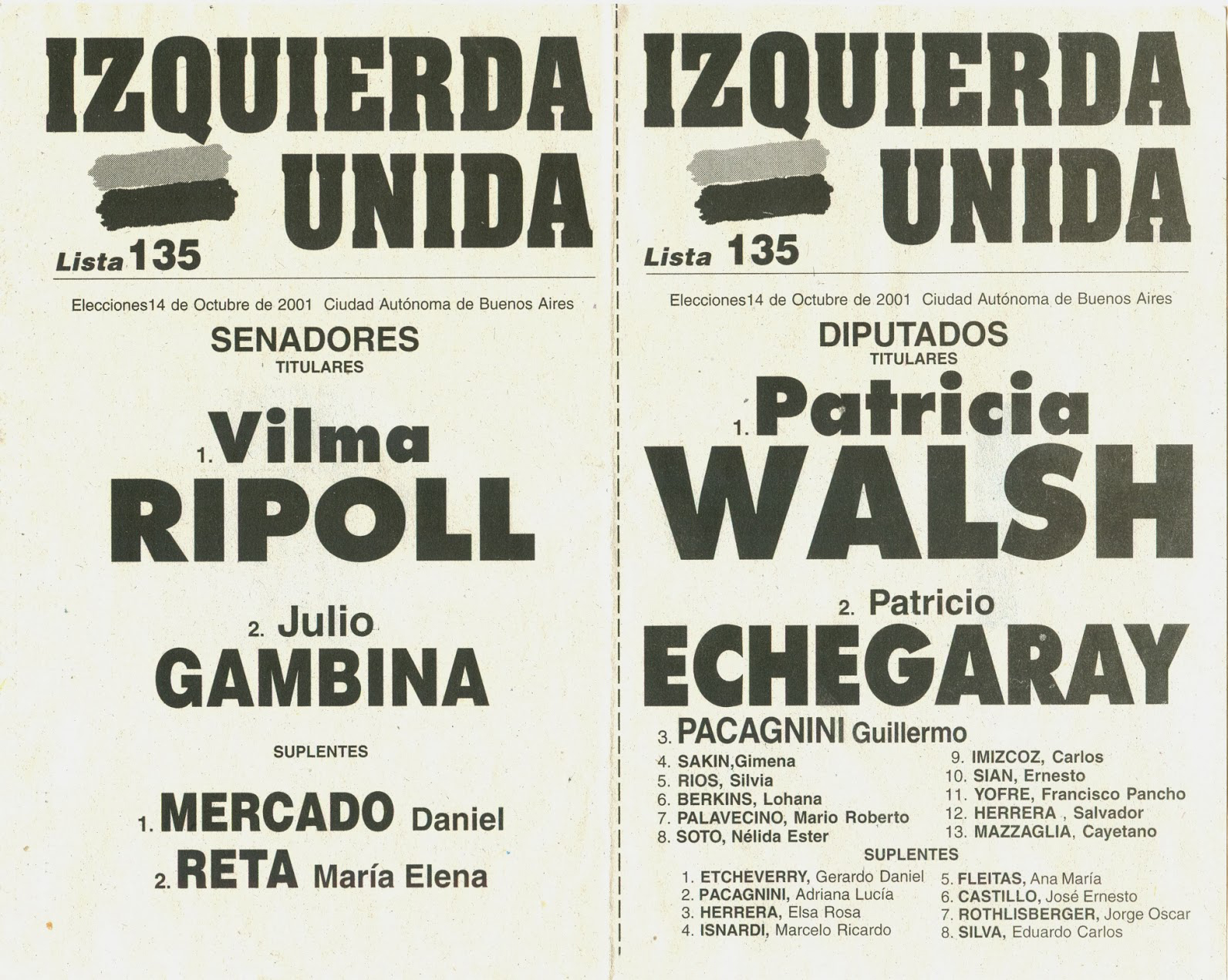
Izquierda Unida
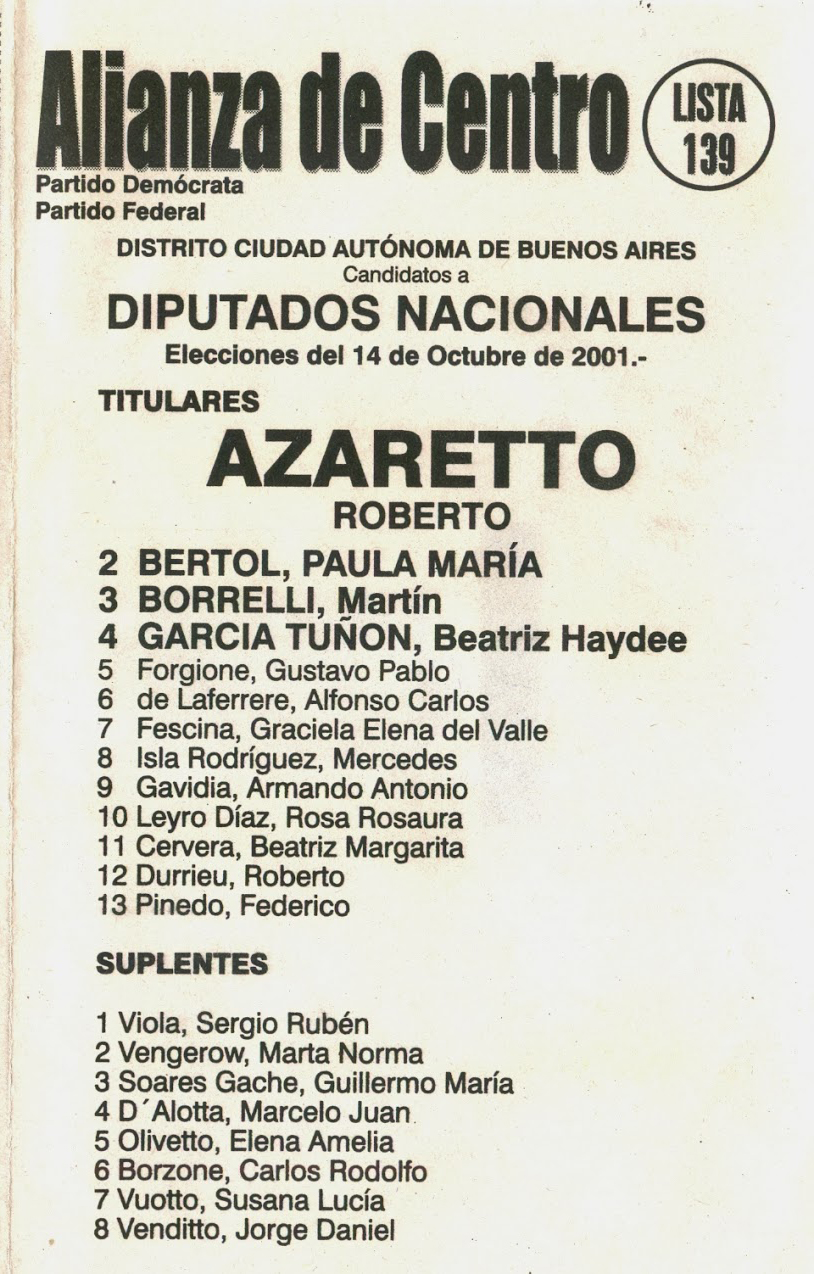
Alianza de Centro
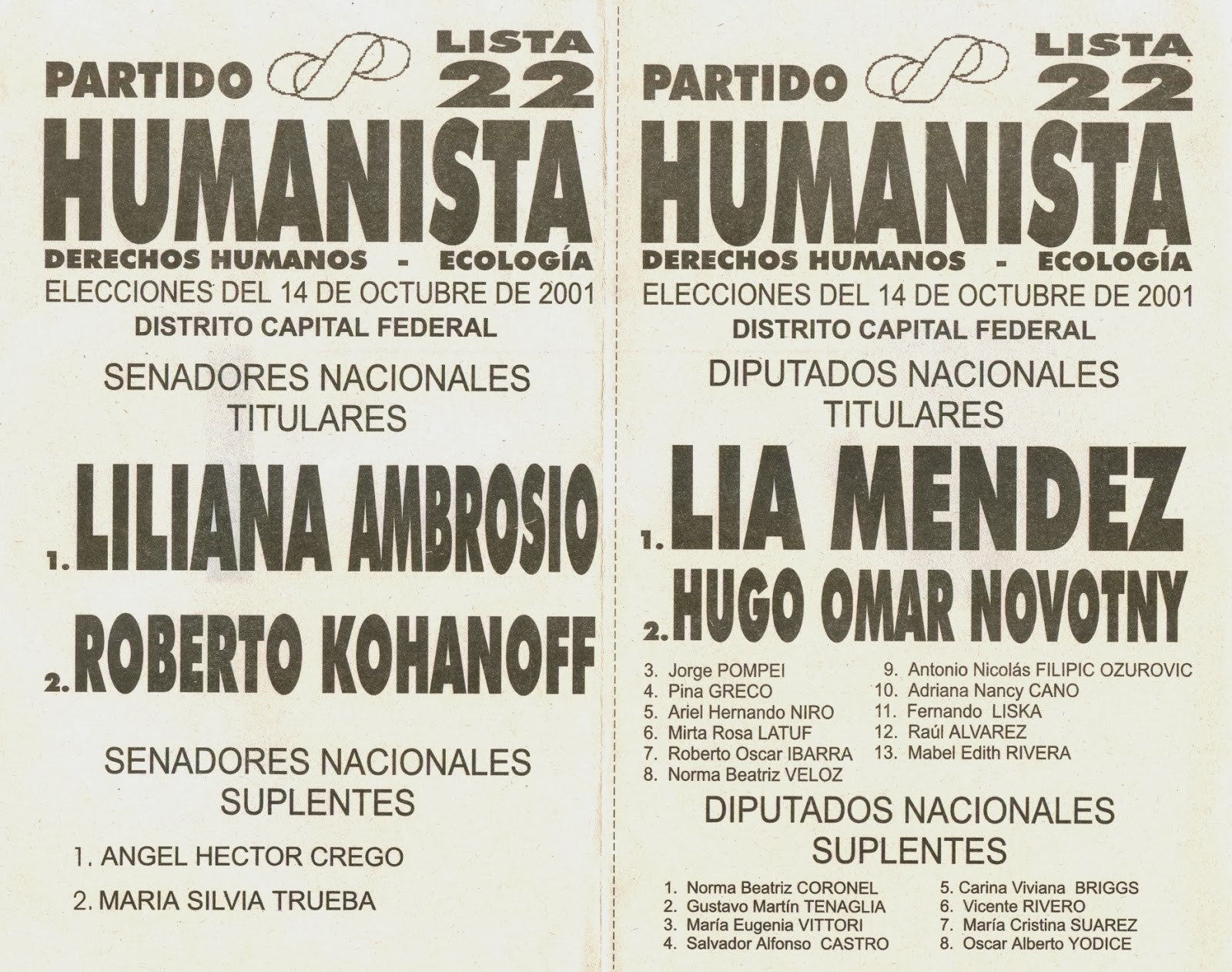
Partido Humanista
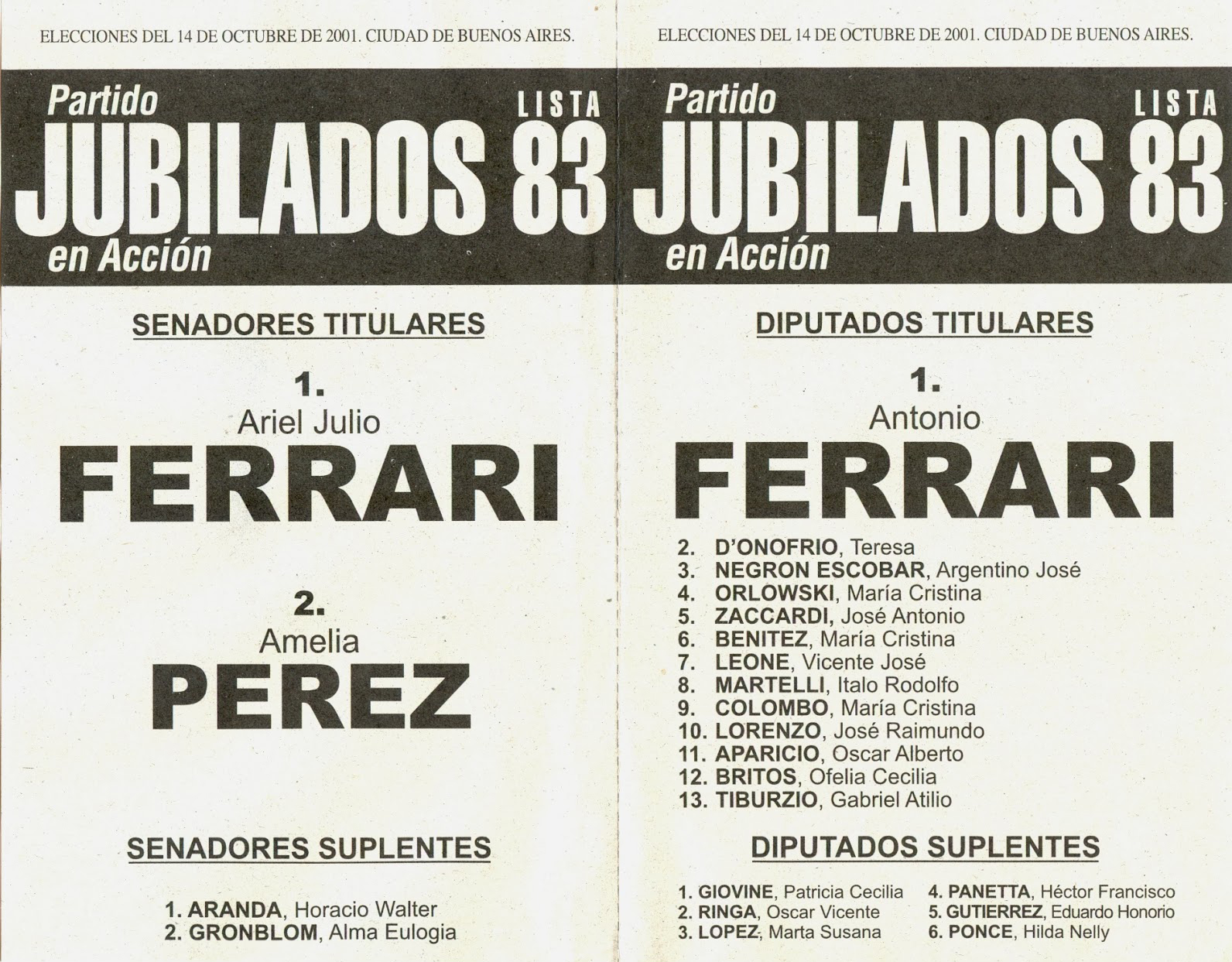
Jubilados en Acción
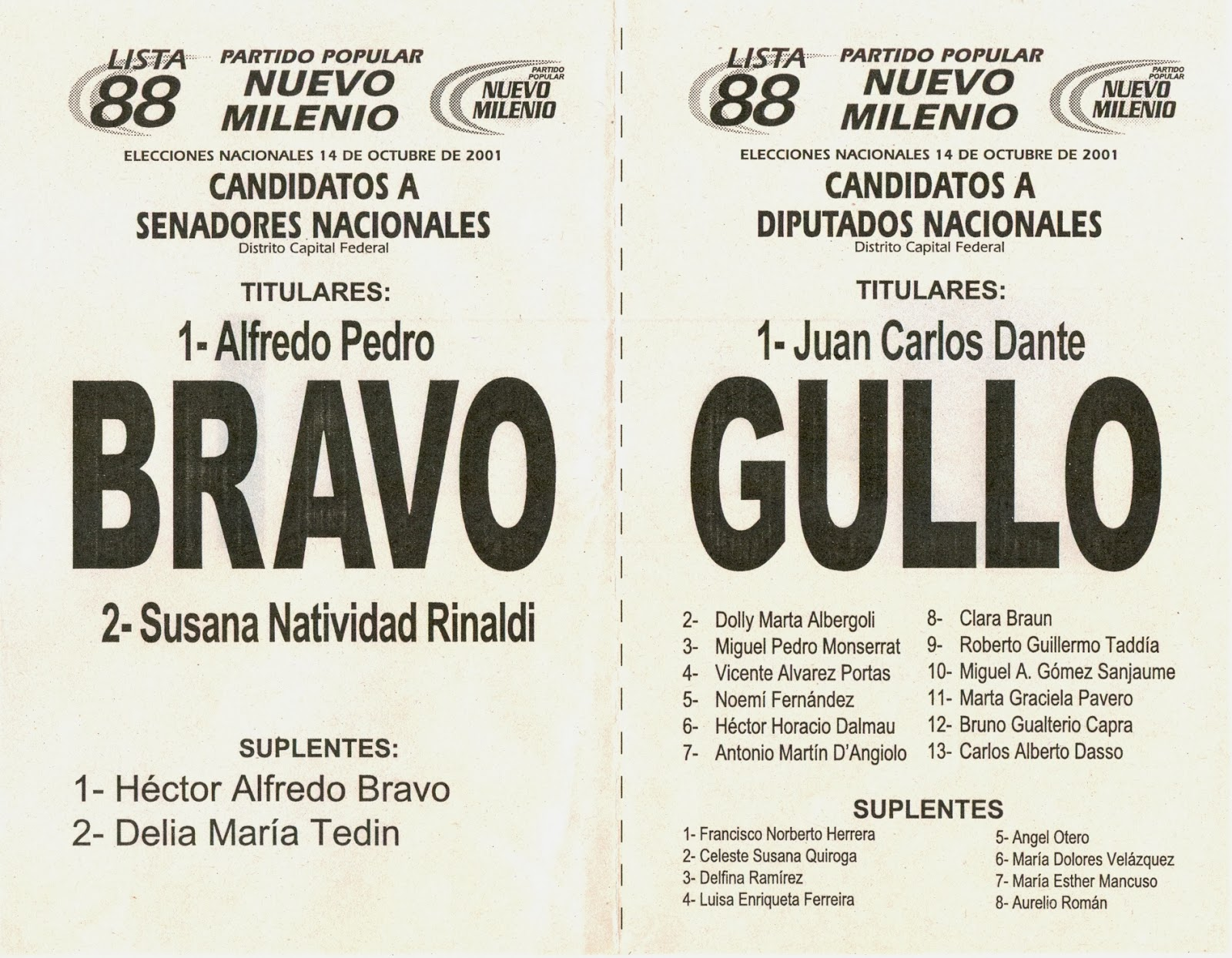
Partido Popular Nuevo Milenio
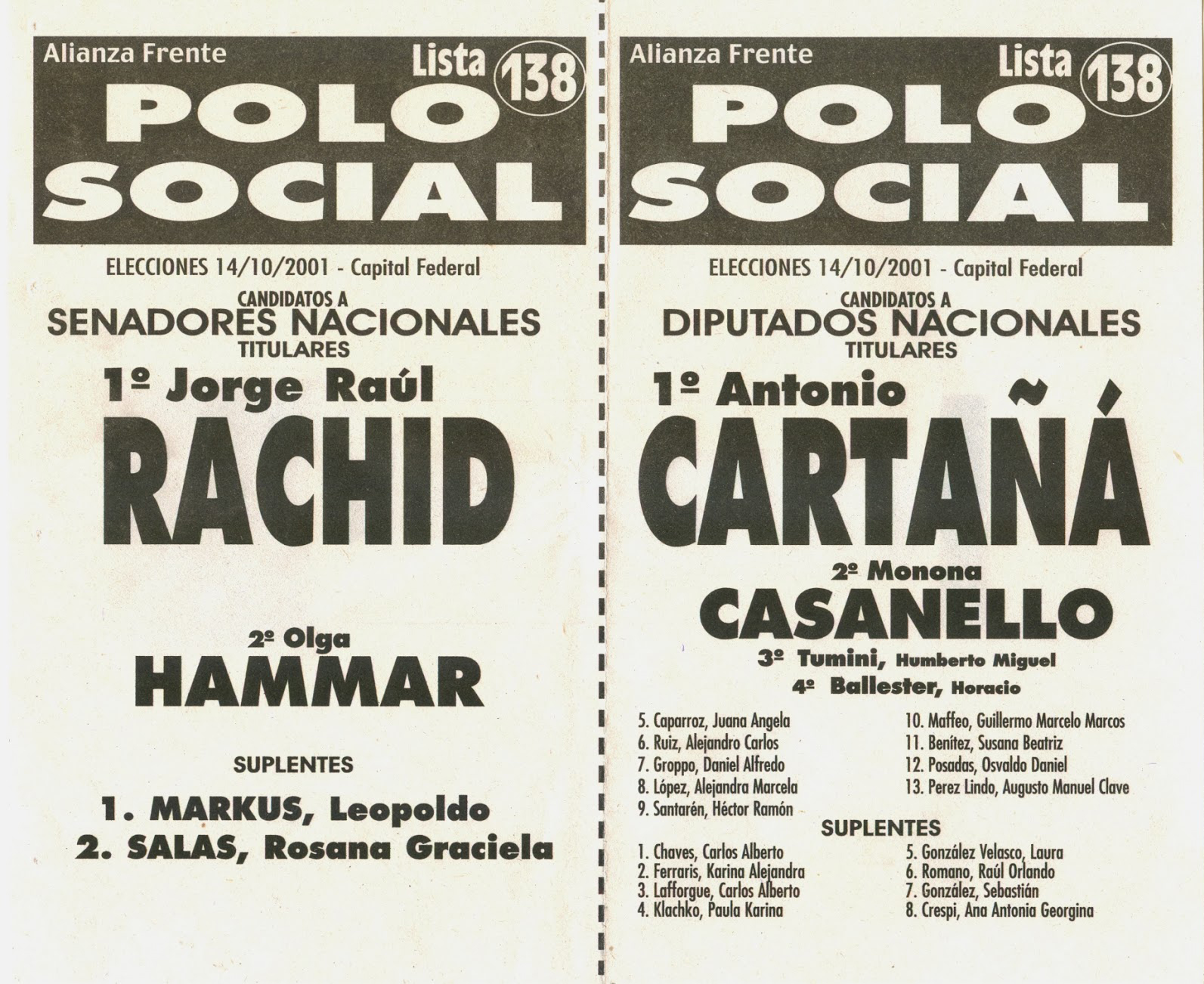
Frente Polo Social
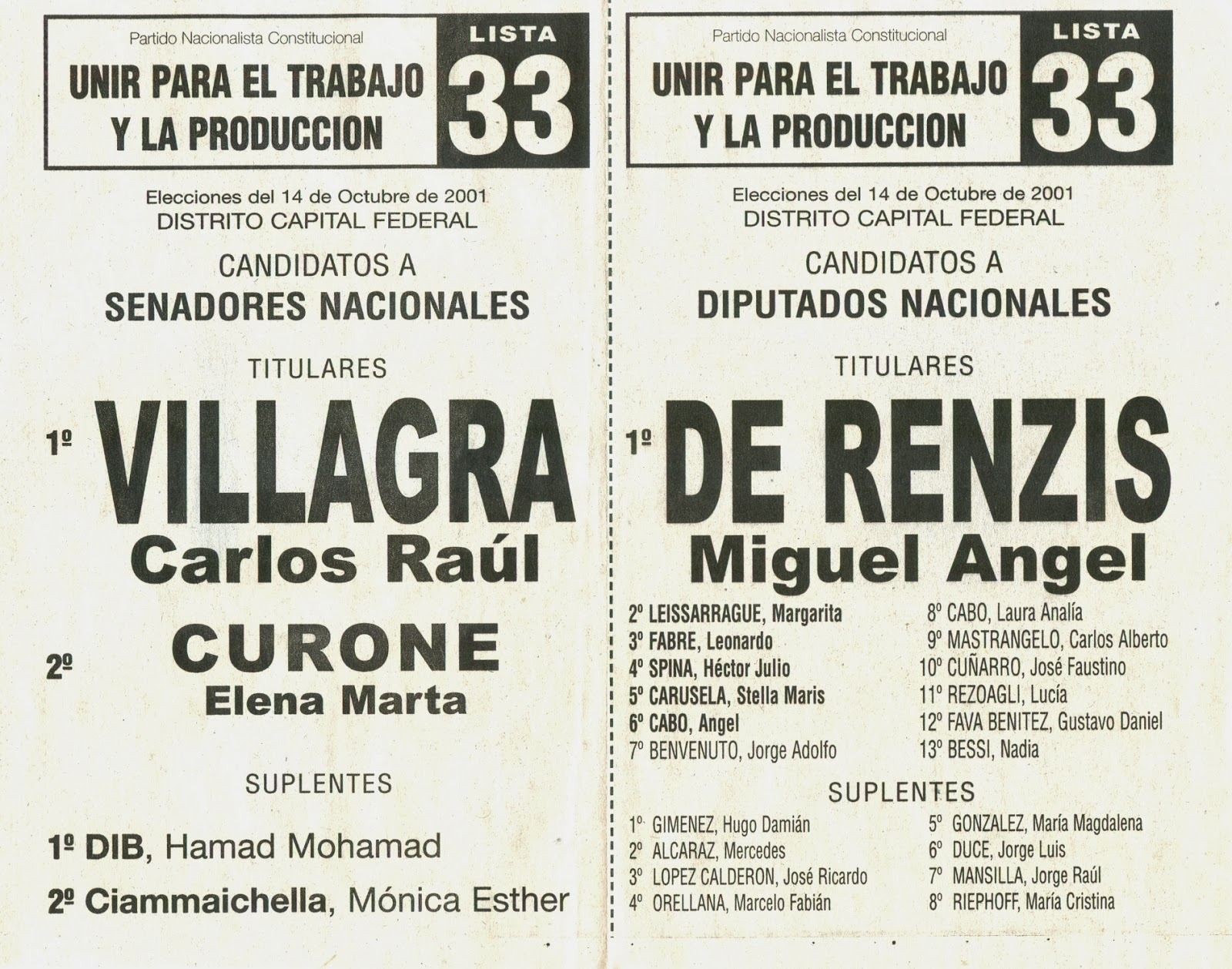
Partido Nacionalista Constitucional
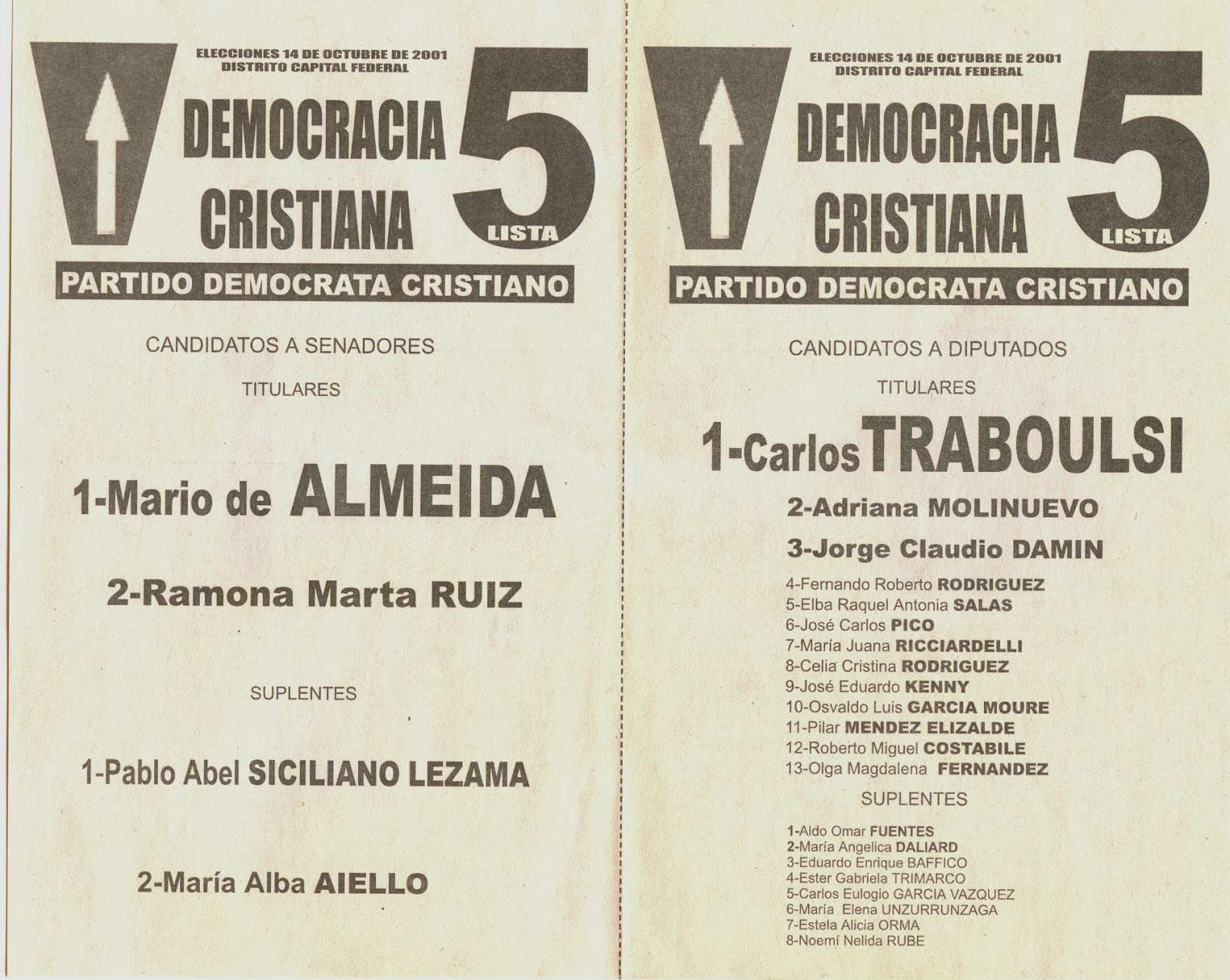
Partido Demócrata Cristiano
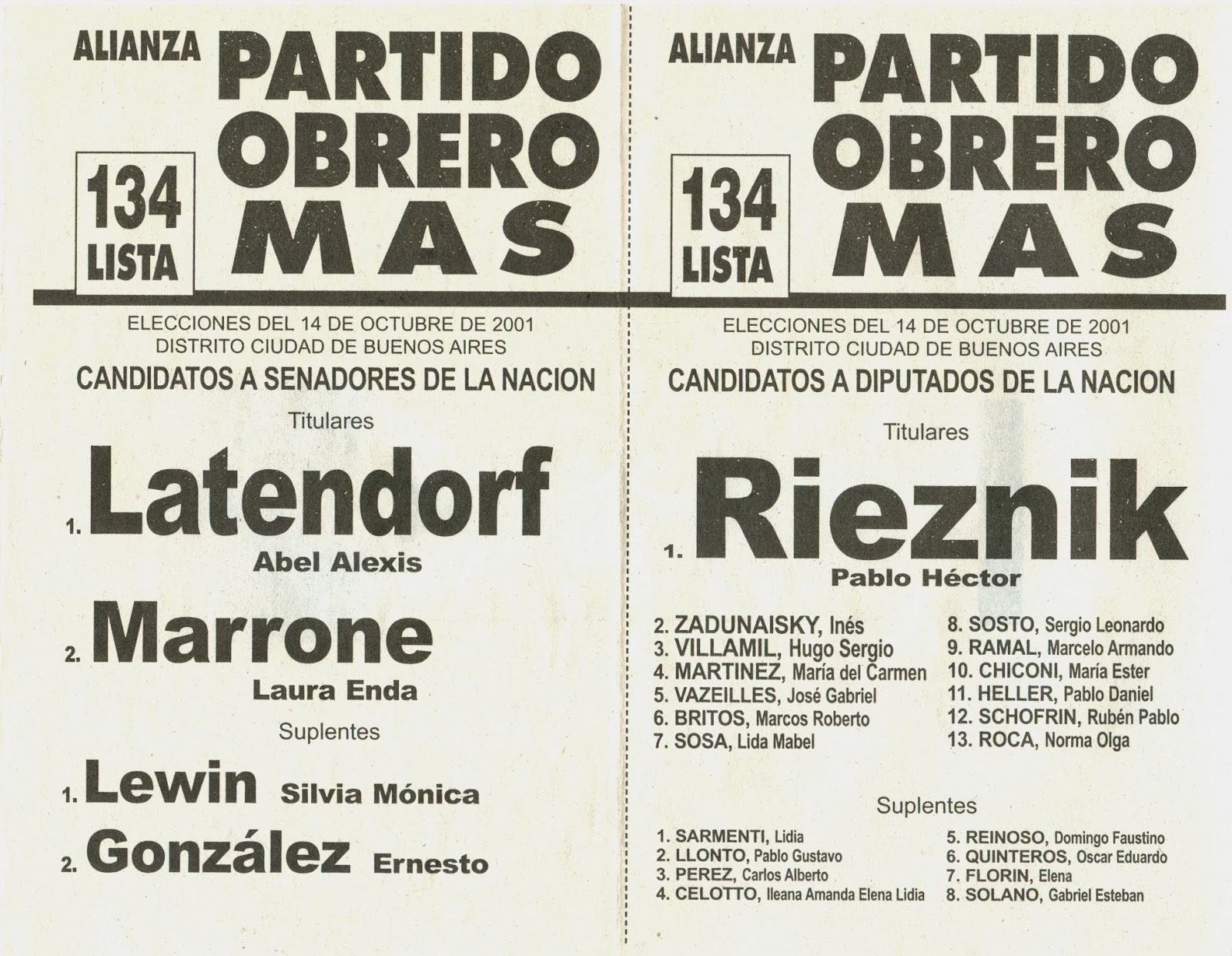
Alianza del Obrero-Movimiento al Socialismo
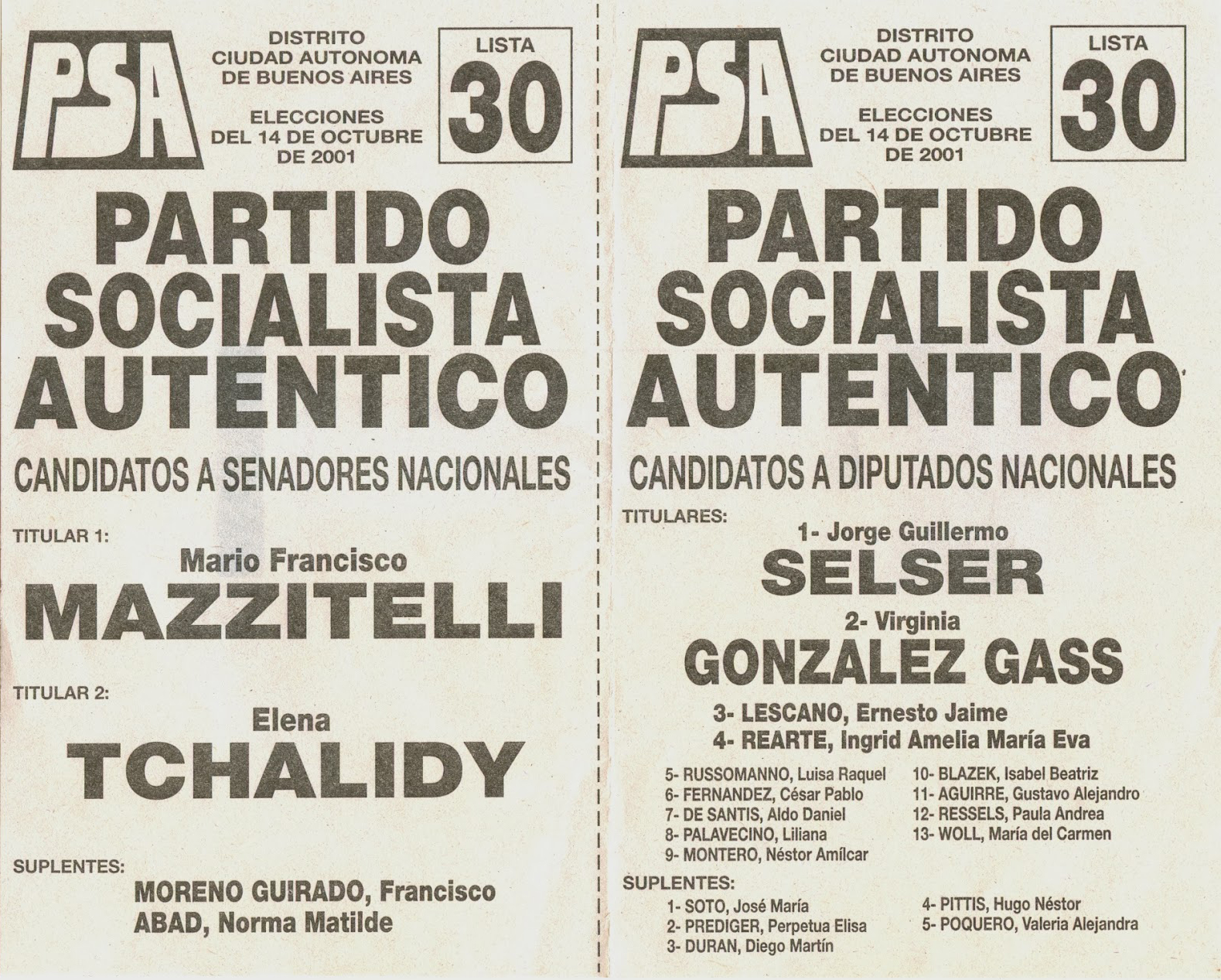
Partido Socialista Auténtico
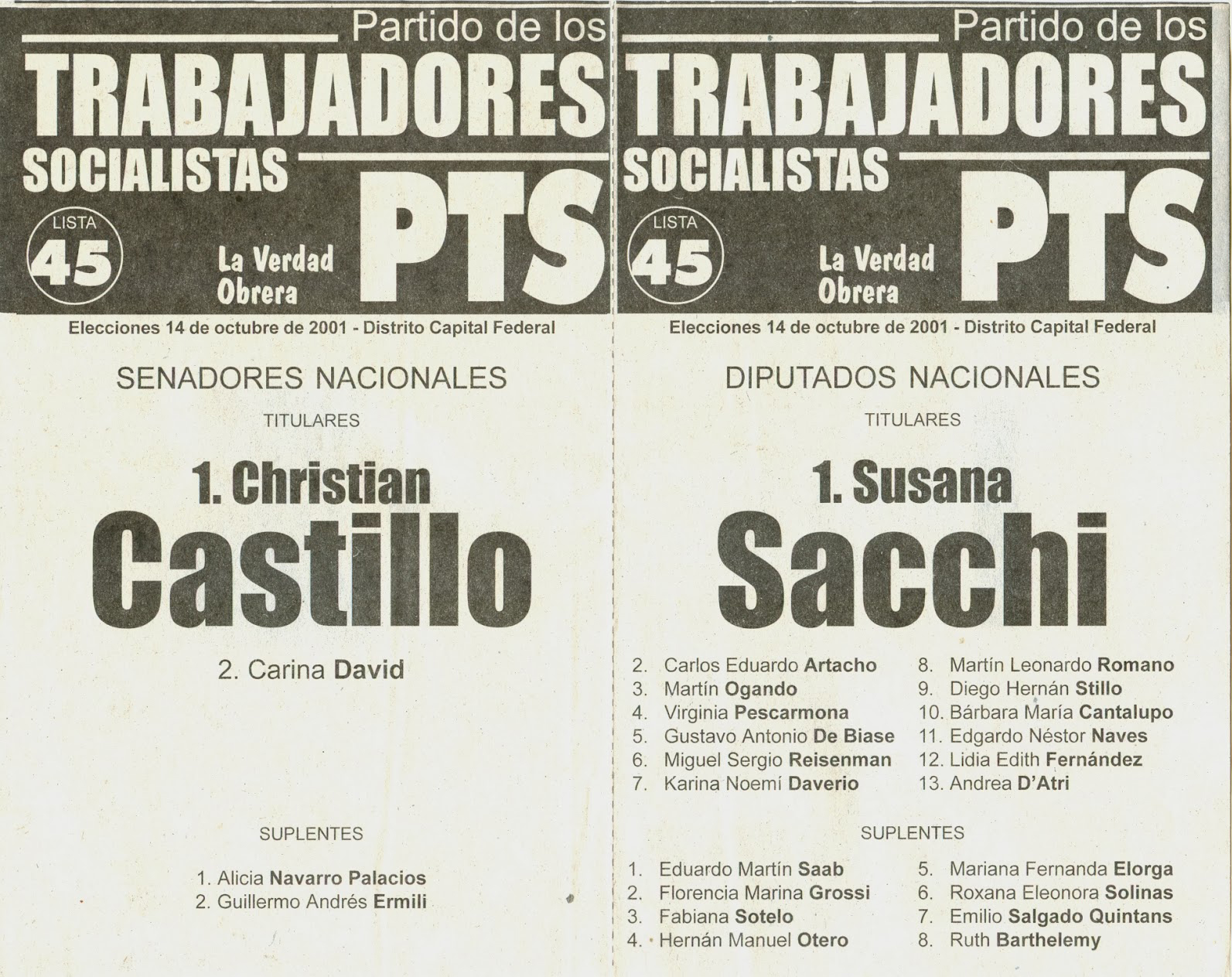
Partido de los Trabajadores Socialistas
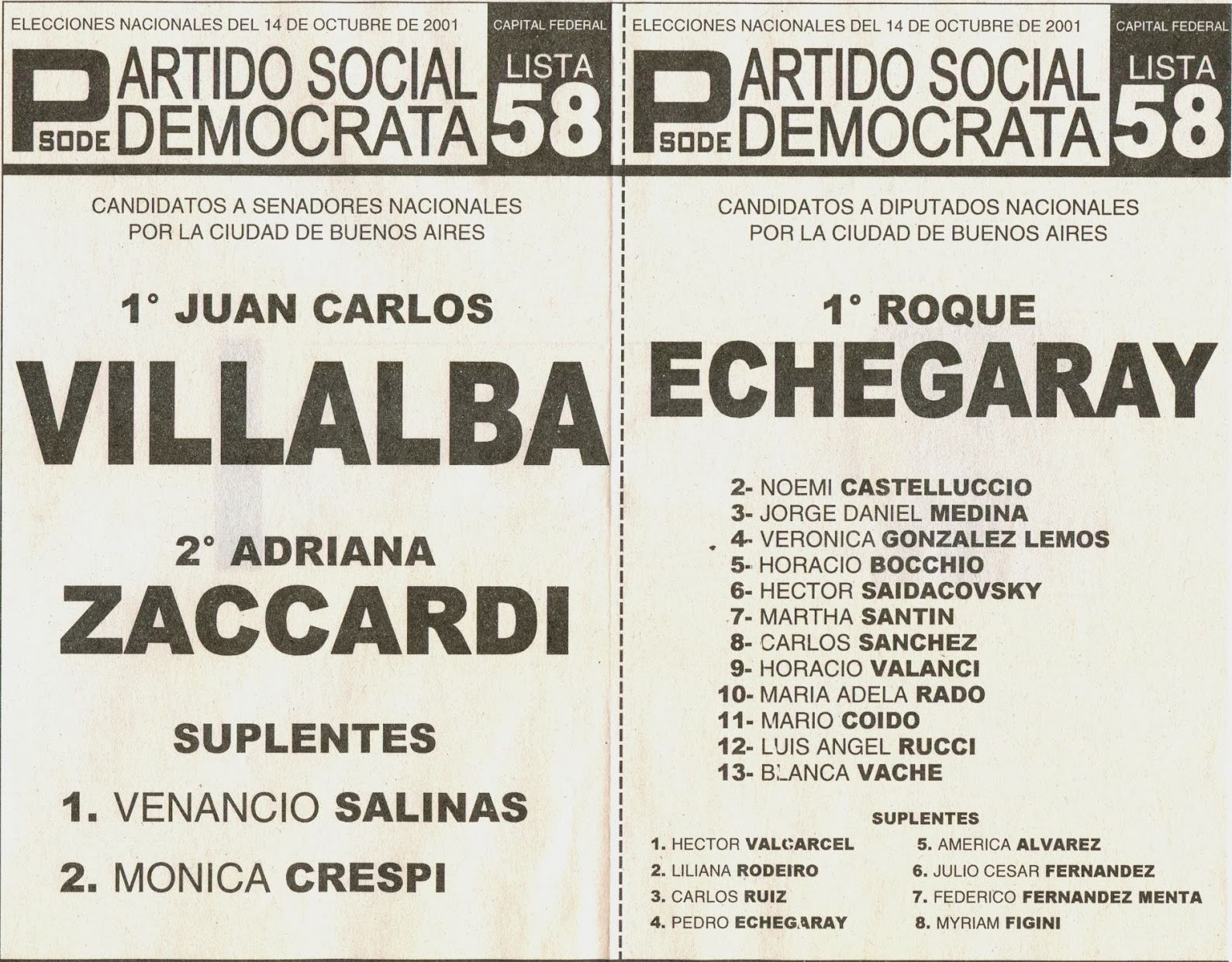
Partido Social Demócrata
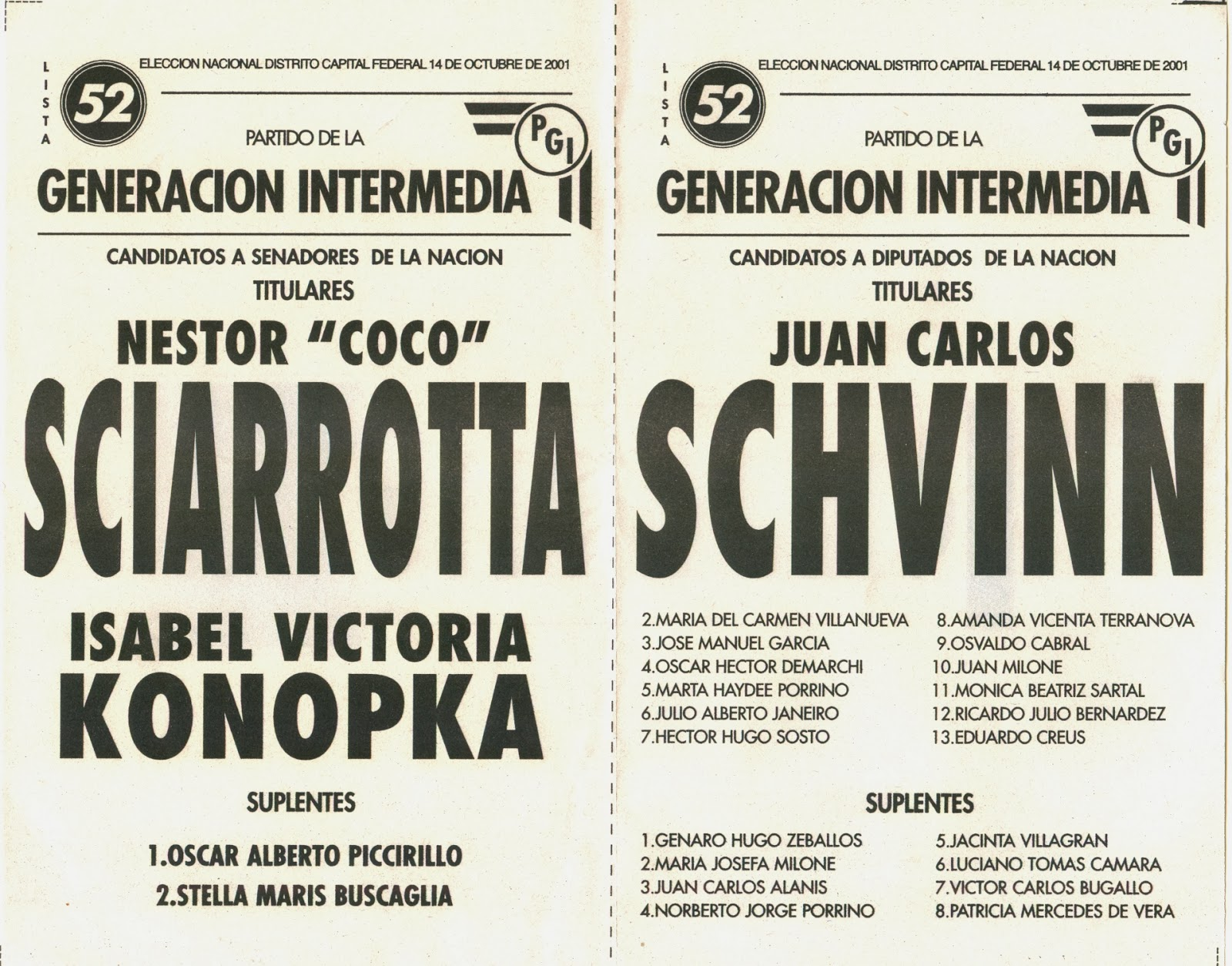
Partido de la Generación Intermedia
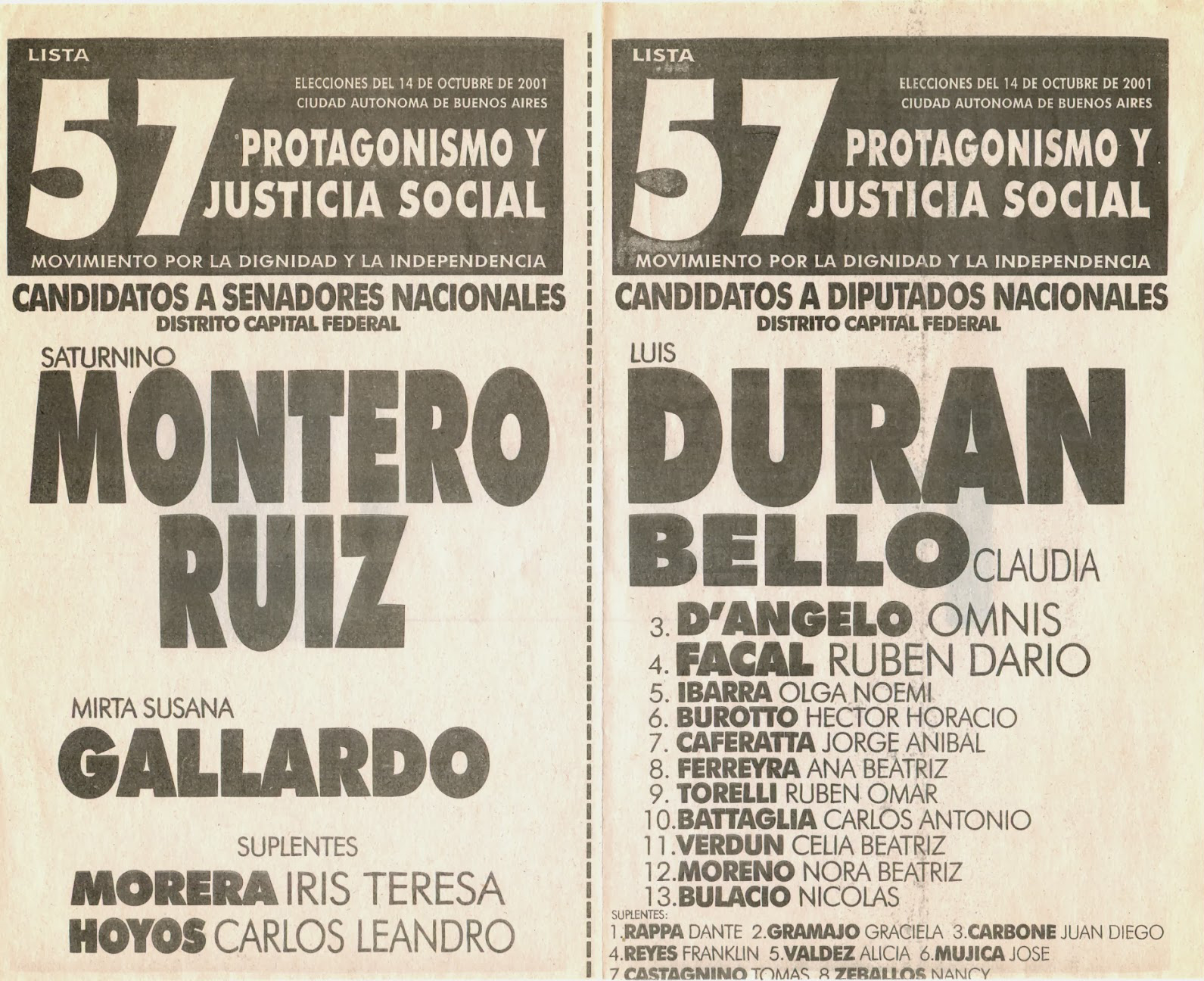
Movimiento por la Dignidad y la Independencia